# ガンダムビルドファイターズ
『ガンダムビルドファイターズ』（英: GUNDAM BUILD FIGHTERS）は、2013年10月7日から2014年3月31日までテレビ東京系列ほかにて放送された日本のテレビアニメ。戦争や軍事をあつかってきた従来のガンダムシリーズとは異なり、現実にバンダイから市販されているガンプラとそれを用いた架空のシミュレーション競技「ガンプラバトル」をテーマとしている。
当記事では、2017年8月25日に配信されたオリジナルストーリー『ガンダムビルドファイターズ GMの逆襲』の解説も行う。続編『ガンダムビルドファイターズトライ』 (GBF-T)や、世界観を一新した『ガンダムビルドダイバーズ』は、該当項目を参照。

## 製作
2013年7月2日に開催された「ガンダム新作映像企画」の発表会で、主要スタッフや主要登場人物、テレビ放送についての詳細が発表された。
2004年に放送された『SDガンダムフォース』や、2010年に放送された『SDガンダム三国伝 BraveBattleWarriors』など2000年以降のガンダムシリーズではCGの導入率が上がり、スペースコロニーや戦艦だけでなくMSもCGで描くことが増えているが、本作ではアニメーターによる手描きメカを重視するサンライズ第3スタジオのもと、『機動戦士ガンダム00』や『機動戦士ガンダムAGE』への参加経験をもち、メカ描写を得意とするスタッフが数多く参加している。第1作1クール目や第2作1クール目のオープニングアニメーションの絵コンテ・演出も『AGE』のキオ編オープニングを担当した大張正己が担当しており、のちに大張は『バトローグ』で監督も務めている。

### 企画の経緯
プロデューサーを務めた小川は、本作の企画はバンダイホビー事業部から「ガンプラのアニメを作りたい」という依頼を受けたことから始まったと述べている。スタッフの人選を任された小川は、『機動戦士ガンダム00』での評価が高かった長崎健司と、同作および『模型戦士ガンプラビルダーズ ビギニングG』を手がけた脚本家の黒田洋介に、本作のメインスタッフ就任を依頼した。長崎と黒田は『ガンダム00』制作後、また一緒に仕事をしようと話し合っていた仲であったことも、今回の抜擢の理由の1つであった。小川は本作を作る際に題材がガンプラである以上、従来のガンダムシリーズのように死人が出たり、世界について議論するような内容にはしたくなかったと述べている。これについては長崎も同じ気持ちであったという。
本作が小中学生をターゲット層としたことについて、小川は『機動戦士ガンダムAGE』での経験を踏まえ、バトルをカッコ良くすることと、今までのガンダムシリーズを知らなくても視聴できるように、シンプルな設定とわかりやすいストーリーになるよう心がけたと述べている。特に設定については、従来のガンダムシリーズでは二足歩行兵器という特性上、その設定は複雑なものになりがちであったが、本作は兵器ではなくガンプラをあつかうためにプラフスキー粒子という設定を立案し、これに集約させることにした。これは『ダンボール戦機』を子供たちが違和感を持つことなく、その設定を受け入れているところから着想したという。黒田は本作の依頼を受けたとき、「ガンプラ大会」と「プラフスキー粒子」という根幹設定がすでにできあがっていたと述べている。

### GUNDAM BUILD _EXTRA BATTLE PROJECT
2017年5月7日に、シリーズ公式サイト更新とともに発表。同年8月25日より第1作の完全新規オリジナルストーリーである『ガンダムビルドファイターズ GMの逆襲』が配信された。

## 評価
本作のビジネス的な評価を小川が聞いたのは、2014年初頭のことであった。結果は、ビルドストライクガンダムが2013年でもっとも売れたガンプラとなった。旧来の支持層に加え、新規層の購入もあったという。また、ベアッガイIIIが予想外に好評で、欠品状態にもなったと述べている。翌年以降もガンプラの売れ行きは順調に伸び、amazonランキングでも関連商品が上位に着くほどの売れ行きを記録した。本作の売れ行きが好調である点については、メカニックデザイナーの石垣純哉が自身のツイートで触れている他に、バンダイナムコホールディングス代表取締役社長の石川祝男が、本作が小学生男児の心をつかみ、新たなガンプラブームを巻き起こしているのでファン層をさらに拡大していきたいと、述べている。『グレートメカニックG 2015SPRING』ではバンダイホビー事業部の馬場俊明は、本作について当初想定していた以上の結果が出ていると述べている。

## あらすじ
『ガンダムビルドファイターズ』
とある世界の近未来。そこは現実世界とおおむね同じだが、大きく異なる点があった。プラスチックに反応して外部から動かせる特質を有した「プラフスキー粒子」と、この粒子を使ってガンダムシリーズのプラモデル「ガンプラ」を遠隔操作して戦わせるシミュレーションゲーム「ガンプラバトル」の存在である。ガンプラバトルは世界中に愛好者がおり、世界大会も毎年開催されている。その優勝者は、愛用したガンプラとともに名前を全世界へ轟かせる。これは、そんな世界で繰り広げられるガンプラバトルに熱き魂を燃え上がらせる人々の物語である。
ガンプラ好き少年のイオリ・セイは、ガンプラ作りは得意だが操縦は下手で、バトルも敗退続きだった。ある日、天才的な操縦技術を有するうえに異世界「アリアン」の王子を自称する少年のアリーア・フォン・レイジ・アスナと出会い、紆余曲折の末に自分がガンプラを作る「ビルダー」の担当、レイジがガンプラを操縦する「ファイター」の担当としてコンビを組んだセイは、試行錯誤の末に作り上げたガンプラ「ビルドストライクガンダム」でガンプラバトル選手権に出場することになる。
イタリア王者のリカルド・フェリーニや日本第5ブロック代表のヤサカ・マオをはじめとするファイターとの出会いを通じて実力を付けたセイとレイジは予選優勝を飾り、世界大会への切符を手にする。選手権で戦うことを誓ったユウキ・タツヤとは彼が出場を辞退したためにその場での決着は叶わなかったものの、非公式戦で互いに全力を出し切って再び前へ歩き出す。
世界各国の予選大会では、「アーリージーニアス」の異名を持つ天才少年のニルス・ニールセンやチーム「ネメシス」のアイラ・ユルキアイネンをはじめとする新人ファイターたちが歴戦の猛者を退け、世界大会への出場を決めていた。そんななか、セイは世界大会を勝ち抜くためのガンプラ作りに行き詰まるが、クラスメイトのコウサカ・チナから「ガンプラはどんな自由な発想で作ってもいい」というヒントを得て、新たな機体「スタービルドストライクガンダム」を完成させる。
そして、ついに世界大会が幕を開ける。出場するファイターの中には、三代目メイジン・カワグチを名乗ってPPSE社ワークスチーム代表となったタツヤの姿もあった。PPSE社の最高責任者のマシタ会長は、アリアンからプラフスキー粒子の結晶体「アリスタ」を盗み出した盗賊という自身の正体の露見や現在の地位の喪失を恐れるあまりレイジの存在を危険視して妨害工作を張り巡らせるが、彼とセイはそれによる数々のアクシデントを払い除け、ライバルたちとの激戦を乗り越えて決勝戦へ駒を進める。
決勝戦ではマシタの陰謀により洗脳されて修羅と化したタツヤと望まないかたちで戦うことになるが、セイとレイジはスタービルドストライクの能力を解放して逆転勝利を収め、世界大会優勝を飾る。直後、マシタの動揺に反応した巨大アリスタが暴走して会場は大混乱に陥るが、セイたちの活躍によって事態の収拾が図られる。その結果、巨大アリスタが破壊されてプラフスキー粒子の供給が断たれたためにガンプラバトルができなくなり、アリスタ所持者であるレイジやマシタはアリアンへ帰還する。
1年後。ニルスによってプラフスキー粒子の独自生成が可能となり、ガンプラバトル選手権は復活する。その会場には、レイジとの約束を胸に新たな機体「ビルドストライクコスモス」を操るセイの姿があった。
『ガンダムビルドファイターズ GMの逆襲』
アリスタ暴走事件の終結後、ガンプラバトル事業はヤジマ商事に引き継がれ、新しい世界大会会場である「ヤジマスタジアム」が建設される。その竣工記念式典に招待されたセイ、チナ、マオ、フェリーニ、タツヤは、責任者のニルスとともにスタジアムを訪れるが、突如スタジアムを乗っ取ったガンプラマフィアの挑戦を受け、各々が用意した新型機でバトルに臨む。フィールド内のプラフスキー粒子を操作して機体の動きを制限するというマフィアの戦法のまえにセイたちは追い詰められるも、そこにアリアンに帰還していたレイジが突然現れて形勢は逆転。レイジのアリスタから生み出される粒子で復活した「スターバーニングガンダム」の渾身の拳によってマフィア側の「サイコジム」は破壊され、直後に逃走したマフィア一行もセイの父・タケシ率いるガンプラバトル国際審判員に逮捕、拘束される。事件解決後、セイとレイジはかつて交わした「強くなってまた戦おう」という約束を果たすため、スタジアムで一対一のバトルを行う。その1年後の聖鳳学園の卒業式に、セイは模型部の部室に「思い出」を残す。

## 作中設定・用語
ガンプラバトル
作中で流行している、ガンプラを用いた対戦競技。その人気は地球規模であり、毎年世界大会も開かれ、学校にも「ガンプラバトル部」が設けられるほどである。バトルの際には、バトルシステム（後述）に「GPベース」とガンプラをセットすることでプラフスキー粒子がシステムから散布され、その粒子の影響によってガンプラが動作可能となるほか、実弾やビームの光軸、着弾時の爆発といった視覚・聴覚的演出も原典作品中の本物さながらに再現可能となる。ガンプラの操縦は、ホログラフィーで再現された光球状の操縦桿と各種パネルを操作することによって行う。セコンド用のオペレーターパネルも存在する。
CGではなく実際にガンプラ自体が動いているため、バトル中に受けた損傷はガンプラへ直接反映され、バトル終了後も損傷部分はそのまま残る。
制限時間内にどちらか一方、または双方同時に行動不能なダメージを受けた時点でバトルは決着するが、バトルフィールド外へ押し出された場合も場外負けとなる。制限時間を過ぎてもなお決着が付かなかった場合は、先に攻撃を当てたほうが勝者となる「Vアタック方式」での延長戦となる。
試合中に双方のガンプラが破損し、試合継続が困難になった場合は1分間の補修作業時間が与えられるが、劇中で確認されたのはセイとレイジ対ニルスの試合のみであり、なおかつセイたちを脱落させようとするベイカーの指示によるため、公式ルールであるかは不明。
世界大会決勝後に暴走した巨大アリスタが破壊されたことでガンプラバトル自体が不可能となるが、ニルスがヤジマ商事の協力下で粒子を生成する技術を確立したため、再びバトルを行えるようになる。
『GBF-T』の時代ではレギュレーションが細分化され、従来の1対1に加えて3対3のチームバトル方式が採用されている。
プラフスキー粒子（英称：プラフスキー・パーティクル、Plavsky Particle）
ガンプラバトルの根本を支える粒子物質。第1作開始の10年前に発見された。バトルフィールド内に高濃度で散布すると、そのフィールド内のプラスチックに反応して流体化する特性を有しており、これを利用して無動力のガンプラをアニメ本編のように動かすことが可能となる。バトルフィールド上に現れる建造物や、ビームの光芒、爆発のエフェクトなどは、プラフスキー粒子がシステムのプログラムに応じて物質化することで再現している。この粒子の特性を詳しく理解してそれを利用できるような特殊加工を施せば、たとえば原典作品における「Iフィールド」のようなビーム無効化能力をガンプラに与えることが可能となる。プラフスキー粒子は反粒子同士の結合によって生成されており、アイラのように粒子を感知して相手の動きを先読みする才能をもつ者もいる。粒子は他分野にも応用可能と言われているが、粒子に関する技術はPPSE社が独占しており、製造法および製造施設も完全秘匿とされていた。最終話で巨大アリスタが破壊されたことで粒子の生成が不可能となるが、ニルスが宇宙ステーションでの独自生成に成功する。このニルスの技術で生成された粒子は「新プラフスキー粒子」と呼ばれ、アリスタ由来の粒子とは区別されている。
バトルシステム
音声 - 木村昴、マックスウェル・パワーズ（バトローグ）
ガンプラバトルを行う際に用いるバトルフィールドと各システムの総称。プラフスキー粒子散布システムやガンプラ操縦コンソール、バトルフィールドのバーチャル映像展開システムなどから構成される。また、ガンプラの製作データやファイターID・戦績などが書き込まれた記憶媒体「GPベース」（起動すると第一期はPPSE社、第二期ではヤジマ商事のロゴがOP画面をはじめ随所に表示される）を収納するスロットも存在する。
システムは六角形のヘクス状ユニットを最小構成単位とし、これを複数連結させることで多様な空間サイズの設置に対応させることが可能である。劇中ではイオリ模型に設置された小規模のものからガンプラバトル選手権の世界大会スタジアムで使用される超大規模なものまで登場する。
ガンプラファイター / ガンプラビルダー
ガンプラバトルにおいて、ガンプラの操縦者は「ガンプラファイター」、ガンプラの製作者は「ガンプラビルダー」と呼ばれる。両者を兼ねる者が多いが、イオリ・セイのようにビルダーが戦況分析や戦術支援を行うセコンド役としてバトルに参加する場合もある。世界大会においては、PPSE社ワークスチームや「ネメシス」のように大資本を持つ集団がプロの専業ビルダーと優れたファイターを雇用し（あるいは委託し）、完全な分業体制で参戦しているケースも多い。
ガンプラバトルでは原典作品での機体性能の差は反映されず、ファイターの操縦技術とビルダーの製作技術次第では、ザクIIなどのやられ役でガンダムタイプなどの主役級に勝つことも珍しくない。
ガンプラバトル選手権世界大会
ガンプラバトル最大規模の公式大会で、第1作本編では7回目となる。世界各国の予選を勝ち抜いた代表が静岡県静岡市の本戦会場へ集い、連日の試合が展開される。第7回では68か国より90名が参加し、会場には主催のPPSE社や大会創設メンバーも一堂に会する。二代目メイジン・カワグチは第1回大会で公式戦デビューしており（外伝『GBF-A』より）、ユウキ・タツヤも、三代目メイジンとして7回目大会でデビューする。
本戦では、最初に8つのピリオドで最多ポイントを獲得した16チームを選出し、その16チームによる決勝トーナメントを制したチームが優勝となる。各ピリオドではロワイヤルやチーム方式でのバトルのほか、射的や玉入れ、スピードレースといったさまざまな競技が行われる。
決勝戦開始までの1週間は前夜祭が行われ、出店やライブ、ガンプラ製作教室、バトルステージなどさまざまなイベントが催される。
アリスタ
アリアンに伝わる不思議な宝石。その正体はプラフスキー粒子の結晶体であり、ガンプラバトル時の粒子供給源の正体。さらに石の所持者を別次元の世界に転送したり、所持者同士の思念を通信機のように送受信することができる。石のサイズに比例してその力も強くなり、他者の意思を一方的に支配することも可能となる。作中ではレイジの腕輪にはめ込まれたものと、レイジからセイに託されたビー玉状のもの、マシタの懐中時計にはめ込まれたもの、世界大会会場のバトルシステム用に地下施設に安置された巨大なものが存在する。巨大アリスタは世界大会決勝戦終了後にマシタの負の感情に作用して暴走するが、セイたちによって破壊される。
アリアン
レイジとマシタの故郷であり、セイたちが住む世界とは異世界にある王国。建物の建築様式や住民の服装は現実の中世ヨーロッパに近いが、地面がU字型に湾曲していたり、空に帯状の陸地が透けて見えるなどシリンダー型スペースコロニーの内部を思わせる描写が見られる。
イオリ模型
セイの実家が経営する模型店。郊外の住宅地内にある特殊な立地のため、駅前や商店街の店舗よりも店内は閑散としている。店のショーケースに展示されているガンプラはすべてセイが製作したもので、同じケース内にはタケシのガンプラバトル世界大会準優勝トロフィーも飾られている。店内奥には、最小規模ながらもバトル専用ルームも設けられている。
カフェレストラン コウサカ
コウサカ・チナの父が経営している飲食店。1階が店舗、2階が住居という職住一体の建物で、それなりに繁盛している。店内には、来店した有名人のサイン色紙と並んでヤサカ・マオが代金代わりに置いていったエクストリームガンダムが飾られている。
PPSE社（プラフスキー・パーティクル・システム・エンジニア社）
プラフスキー粒子やガンプラバトル関連の技術を発明・独占している世界的大企業。独自に育成したガンプラファイターやそのサポートチームを擁し、ガンプラそのものに関する特許も多数保有している。最終話でバトルシステムの根幹である巨大アリスタが破壊され、さらに会長のマシタがアリアンに送還されたことで活動停止状態となるが、ニルスがプラフスキー粒子の独自生成に成功したことから、ヤジマ商事が一連の権利や技術、施設を引き継ぎ、同商事の傘下となる。
ネメシス
フィンランドを拠点とするガンプラチーム。ヨセフがガンプラバトルによる世界制覇のために設立したが、実際は彼が孫のルーカスにガンプラバトル選手権世界大会の優勝トロフィーをプレゼントすることが目的でもある。「フラナ機関」と呼ばれる組織にも出資している。チームとしての歴史は浅い模様だが、会長であるヨセフの知名度やガウェイン・オークリー、アイラ・ユルキアイネンの実力からPPSE社や世界レベルのガンプラファイターにも名を知られている。
エンボディシステム
プラフスキー粒子の動きを視覚化し、対戦相手の動きを先読みしやすくする装置。ジオン公国軍のニュータイプ用ノーマルスーツのような形状をしている。フラナ機関が開発し、チーム「ネメシス」のアイラが使用している。
着用者の精神状態に大きく左右され、迷いなどの雑念があると性能を発揮できない。外部から強引に出力を高めることもできるが、着用者は視野狭窄、強烈な頭痛などに襲われ、出力によっては暴走状態となる。最悪の場合、廃人になると推測されている。
このシステム自体はガンプラバトルのレギュレーション違反になるが、アイラ以外の者が着用した場合は無反応であるため、他人から見れば単なるコスプレ衣装にしかならない。決勝戦では、改良を加えた強化版がPPSE社に拘束されたタツヤを洗脳する目的で使用される。
メイジン・カワグチ
物語開始時の約半世紀前の第一次ガンプラブーム加熱時に彗星のごとく現れた、孤高の天才モデラー。手がけた作品が神の手によって作られたと称賛されたことから、いつしか「メイジン」と呼ばれるようになった。ガンプラバトルの競技としての地位を確立させるため、PPSE社がその象徴として「メイジン・カワグチ」の名を第1回ガンプラバトル選手権世界大会にて復活させ、そのまま各時代の天才モデラーに受け継がれる名跡とした。外伝『GBF-A』によれば、「メイジン・カワグチ」の名を受け継ぐ条件はビルダーとしての技術の高さはもちろんだが、なによりもファイターとしての実力の高さが重視され、その条件を満たしていれば国籍・経歴・性別・年齢は一切問われない。また、私塾（後述のガンプラ塾）も存在しユウキ・タツヤや、ジュリアン・マッケンジーも在籍していた。作中では二代目が倒れ入院したため、急遽ユウキ・タツヤが三代目を襲名する。
ガンプラ造形術
作中ではガンプラ制作技術を長年の研鑽によって極限的に高めた者たちが存在しているが、彼らの一部は編み出した数々の奥義（例としてプラフスキー粒子を有効活用できる技術）を体系化し、総称して「ガンプラ造形術」と呼んでいる。
ガンプラ造形術は華道や茶道のようにいくつかの流派があり、マオはその中の一派である「ガンプラ心形流」（ガンプラしんぎょうりゅう）に属している。
ガンプラ塾
かつて二代目メイジンが主宰していたガンプラの学び塾。最高峰のガンプラビルダー育成機関と評されており、世界レベルの実力者でも入塾は困難をきわめ、入れたとしても二代目の弱肉強食の方針により、塾生たちは熾烈な競争にさらされる。かつてタツヤとアラン、ジュリアンが在籍していた。
その真の目的は次代のメイジンを選抜することであり、タツヤたちの在籍中に開催された「勝者は三代目メイジンの権利、敗者はすべて退塾となる全塾関係者参加バトルトーナメント」において最終的にタツヤが候補に勝ち残ることで本来の役目を終えた。
その後しばらくは細々と運営を続け、やがて『GBF-T』に登場するガンプラ学園の母体となる。
ガンプラマフィア
ガンプラバトルの妨害や闇取引などの犯罪に手を染める者たち。「C」はおもにガンプラバトル関連の妨害工作を生業としている。『GMの逆襲』ではマシタ会長の弟ミキオがボスを務めており、実質PPSE社の上層部と癒着状態だったことが判明する。
国際ガンプラバトル公式審判員
ガンプラバトルの国際公式審判員であり、ガンプラマフィアなどの不正行為を行う者を取り締まる自警団的活動も担当している。

## 登場人物
一部の人物は次作『GBF-T』にも引き続き登場する。

### 主要人物
イオリ・セイ
声 - 小松未可子
操作ガンプラ：ウイングガンダム、ビルドストライクガンダム、スタービルドストライクガンダム、ビルドストライクコスモス、ビルドガンダムMk-II、スターバーニングガンダム、ビルドストライクギャラクシーコスモス（『バトローグ』）
本作の主人公の1人。私立聖鳳学園の中等部1年生で、模型店「イオリ模型」の一人息子。一流のガンプラファイターである父・タケシにあこがれ、幼少から模型製作の腕を磨いてきた。その技術と知識は大人にも引けを取らず、同じ町内のビルダー・ファイターたちからも一目置かれている。しかし、肝心のバトルでの操縦技術は低く、大会で初戦敗退を繰り返していた。ただし、勝てない本当の原因は、大切なガンプラが傷付くのを恐れて萎縮していたためであり、レイジのセコンドとして多くのバトルを経験していくうちに自信と「何を失ってでも戦う覚悟」を身に着け、操縦技術も大きく向上していく。
普段はおとなしく品行方正な少年だが、ガンプラ関連の話題では熱中のあまり延々とうんちくを語る癖があるため、ニルスから「ガンダムバカ」と評される。バトルには真剣に取り組んでおり、いざとなったら自分のガンプラがバトルで破壊される状況をいとわない覚悟を見せるほか、卑劣な手段を使ったり不真面目な者には怒りをあらわにすることもある。ガンプラのデザインイメージを正確に把握したいという目的から、学校の美術部に出入りしながらデッサン力も鍛えている。
第7回大会終了から1年後のエピローグでは、アリアンに帰っていったレイジとの約束を胸に、みずからファイターとして世界大会に臨む。
本編の6年後を描いた後日談 『手紙〜6 years later〜』では、ガンプラ普及のためチナとともに世界中を旅している。劇中では声のみの登場。
『GBF-T』でも健在だが、目元が隠れた描写でわずかに登場するのみで、セリフもない。第11回世界大会では、ビルドバーニングの原型機で出場していたことが明かされた。テレビ中継を介してユウマたちがビルドバーニングと共に全日本ガンプラバトル選手権に出場していることを知り、レイジのために作っていたビルドバーニングの予備パーツ一式をチナ経由でユウマに贈る。
レイジ / アリーア・フォン・レイジ・アスナ
声 - 國立幸
操作ガンプラ：ビルドストライクガンダム、ボール、ヴィクトリーガンダム、ビルドガンダムMk-II、スタービルドストライクガンダム、ビギニングガンダム、スターバーニングガンダム
本作の主人公の1人。赤髪とゴーグル状のサングラスがトレードマークの日本人離れした容姿をもつ少年。「異世界アリアンの王子」を名乗り、アリスタと呼ばれる不思議な石をセイに渡したり、光に包まれながら消えたりするなど、素性を隠す様子はまったく見せなかったのだが、あまりに現実離れした内容のためセイたちには本気にされていなかった。ほかに異世界出身を思わせる点として、初めて海を見た際に異常に珍しがっていた描写が挙げられる。
ガンプラバトルは初心者ながらも卓越した操縦技術をもち、その動きはセイにガンプラバトル世界大会でのタケシを想起させる。性格は短気かつわがままで、世間の常識にも疎い。一方で名誉や誇りを重んじ、受けた恩は必ず返すなど義理がたい一面もある。自分より大柄な相手や複数の不良をまとめて倒すなど、生身のけんかも強い。かなりの大食いであり、イオリ家の食卓に現れるなど常に何かを食べている描写が多い。当初はガンプラ製作に興味がなかったが、タケシの指導を受けてからはビルダーの心情を理解し、セイの補修作業を手伝うようになる。
決勝戦後の騒動で巨大アリスタが破壊されたことで肉体をセイたちの世界にとどめることができなくなり、セイに感謝を述べて「強くなったセイと戦う」という約束を交わし、アリアンへと帰還する。
『GMの逆襲』では、アイラから借りたアリスタの力でセイたちの世界に再度現れ、ガンプラマフィアに苦戦していたセイたちを救う。事態収束後、セイとの約束を果たすため、スターバーニングを操ってセイのビルドストライクコスモスとバトルを行う。
『アイランド・ウォーズ』では直接登場しないものの、終盤でアイラと結婚して娘をもうけていることが判明する。
コウサカ・チナ
声 - 石川由依
操作ガンプラ：ベアッガイIII
本作のヒロインの1人。セイのクラスメートで机は隣同士。眼鏡と控えめな胸が特徴の理知的な少女。学校ではクラス委員を務めるとともに美術部に所属している。セイからは「委員長」と呼ばれている。実家はカフェレストラン「コウサカ」を営んでおり、店長の父（声 - 千葉進歩）と母、ガンプラ好きの小さい弟ユウマ（名前は『手紙〜6 years later〜』より）がいる。自らも家業を手伝っているが、愛想笑いがぎこちないために接客は苦手である。
自分の絵を褒めてくれたセイに好意を抱くようになり、その縁でガンプラバトルにも興味を持つようになる。セイの母親であるリン子からは正式にガールフレンドとして認められており、セイ自身も次第にチナを意識していくようになる。アイラに対しては当初、彼女の大胆な一面にドギマギすることがあったが、彼女がレイジに想いを抱いていると知ってからは態度を改め、彼女からチナと呼ばれるなど、友好な関係になっている。
模型製作は初心者だが、セイの指導によって次第に上達していき、特に美術部の経験が活かせる塗装を得意としている。また、女性ならではの視点と、素人ゆえにガンプラの常識や固定観念にとらわれない自由な発想をもち、それがバトルで意外な武器となることもある。
セイたちが世界大会第3ピリオドに進出してからは、静岡にある親戚の家に泊まりながら、セイたちを応援するようになる。
『手紙〜6 years later〜』では成長した彼女がメインで登場。セイとの仲も進展しているが、あいかわらず「委員長」と呼ばれている。
『GBF-T』では、ガンプラバトルをやめたユウマを気に掛けていたが、全国大会に進んだユウマにセイから託されたビルドバーニングの予備パーツ一式を渡すなど、応援をしている。また、三代目メイジン・カワグチは現在、彼女の「世話になっている」と発言する。
アイラ・ユルキアイネン
声 - 早見沙織
操作ガンプラ：ジェガン、キュベレイパピヨン、コマンドガンダム、量産型キュベレイ（第21話回想）、ミスサザビー
本作のヒロインの1人。フィンランドのガンプラチーム「ネメシス」に所属する女性ファイター。雪深い貧村出身の元・ストリートチルドレンだったが、プラフスキー粒子を視認して相手の行動を先読みできる才能を「フラナ機関」のバルトに見出され、訓練という名の人体実験を経てファイターとなった経緯をもつ。ビルダーとしての知識や技術は皆無の素人ながら、機関の最高傑作にして人類最強と評されるほどの操縦技術をもつ。公式のバトルでは、自身の能力を増幅する「エンボディシステム」という特殊機能を備えたヘルメットとスーツを着用する。
バルトのしつけによって普段は寡黙にふるまっているが、その内面は率直で感情豊かな少女。貧しい過去の反動から非常に食い意地が張っており、食べ物がかかわると特に喜怒哀楽の差が激しくなる。自身にとってガンプラバトルは生活の糧を得るための手段であるため、自分の才能を自覚しながらもバトル自体には興味がないどころかむしろ嫌悪してさえいた。しかし、偶然出会ったレイジに次第に好意を寄せるようになり、ともにタケシの指導でみずからガンプラ製作を経験したことでガンプラの楽しさに目覚めていく。このような経緯から、チナからは「レイジと似たもの同士」との指摘を受ける。また、レイジに引けを取らない高い身体能力を持っている。
当初、レイジたちとは「アイナ」の偽名を名乗るなど自分の出自を隠して交流していた。世界大会決勝トーナメント準々決勝直後にレイジたちに正体を知られ、激しく苦悩するが、準決勝にてレイジの言葉を受けてコンプレックスを解消し、そして彼に敗北したことで自分が「特別な存在」ではないことを知り、これを機にフラナ機関と手を切る。その後はチナやリン子と親交を深めつつ身の振り方を模索するが、最終的にはアリスタの力を失ったレイジを追ってともにアリアンに渡る。これは、彼女の「レイジとともにいたい」という想いが、首に掛けられたアリスタに反応した結果である。
『GBF-T』では、アランの回想という形で登場している。
『アイランド・ウォーズ』ではラストシーンに登場。レイジと結婚して王妃となり、さらに自身に似た娘がいることが判明する。
ユウキ・タツヤ
声 - 佐藤拓也
操作ガンプラ：ザクアメイジング
聖鳳学園の高等部3年生で、学園の生徒会長と模型部部長を兼任している。容姿と人柄のよさから女子たちからはアイドル的な人気を博している。大手塗料メーカーの御曹司でもあり、義父は学園の後援会長を務めている。二代目メイジン・カワグチが主宰する名門ガンプラ養成機関「ガンプラ塾」の出身で、前年度の第6回ガンプラバトル選手権世界大会への出場経験を持つ現役最強の高校生ファイター。その大会で使用した「ザクアメイジング」の色にちなみ、「紅の彗星」の異名をもつ。柔和な表情の裏に熱い闘争心を秘めており、バトルでは前髪を荒くかき上げ、目つきも険しく変貌する。しかし、決して力押しのファイターではなく、実力差のある相手を傷付けずに降参させるだけの技巧と冷静さも備えている。かつて自分にガンプラの素晴らしさを教えてくれたタケシを尊敬しており、その息子であるセイのガンプラ製作技術を高く評価している。
テレビ本編の10年前を描いた公式外伝『GBF-D』『GBF-A』では主人公を務め、ガンプラに入れ込むようになる経緯やタケシとの出会いが描かれている。
三代目メイジン・カワグチ
操作ガンプラ：ケンプファーアメイジング、ガンダムアメイジングエクシア、ガンダムエクシアダークマター、ガンダムアメイジングレッドウォーリア（『GBF-T』）、バリスティックザク（『バトローグ』）、ケルディムガンダムサーガ TYPE.GBF（『バトローグ』）、アメイジングズゴック（『GMの逆襲』）、A-Zガンダム（『バトローグ』）
タツヤがアランの要請に応じて襲名した姿。「ガンプラバトルをよりよきものにする」という思いのもと、PPSE社ワークスチーム代表ファイターとして世界大会本戦に出場する。本名を伏せ、ゴーグル型のサングラスと専用のコスチュームで素性を隠しているが、セイやレイジなどのタツヤを知る者には、一目で正体を見破られる。タツヤとしての闘争心や技巧と冷静さを見せる一方、三代目としての重責がうかがえる苦労ぶりを見せており、それゆえに自身の不甲斐なさを恥じることもある。
メイジンを襲名した理由は「バトルで勝つことを至上とする」二代目カワグチの理念への反発からであり、初代メイジンがそうであったようにガンプラ愛にもとづく「明るく楽しいガンプラバトル」を、そしてイオリ・タケシがそうであるように「自由なガンプラ」を至上とするメイジンになろうと志している。
決勝戦の1週間前に行われた前夜祭にはユウキ・タツヤとして参加し、セイとレイジに地区大会を途中辞退したことについて改めて謝罪したうえで、「最高のバトルをしよう」と約束を交わす。しかし、決勝戦直前にマシタがフラナ機関と共同して開発したゴーグル型の「エンボディシステム」を強制的に着用させられ、彼の支配下に置かれる。決勝戦ではフラナ機関によって禍々しい姿へと改造された「ガンダムエクシアダークマター」を駆り、二代目メイジンと同じく「相手のガンプラの破損した箇所を徹底的に狙う」などといった容赦のない戦いぶりを見せ、一度はスタービルドストライクを戦闘不能に追い込むも、最後は「RG・ダブルビルドナックル」を受けて敗北し、解放される。試合終了直後、「いつかまた、世界中の人たちにガンプラの楽しさを感じてもらえるようなバトルをしよう」という約束をセイやレイジと交わす。決勝戦後の騒動に際してはダークマターの外装は外れたものの著しく破損したガンダムアメイジングエクシアでは参戦できずにいたが、駆けつけたアランによってガンダムエクシアリペアに近い形状で応急処置を施され、タケシのパーフェクトガンダムとともに戦列に復帰、セイとレイジの突破口を拓く。騒動解決後に再度アランによってケンプファーアメイジングなどのパーツで補修されたガンダムアメイジングエクシアにて、プラフスキー粒子が尽きるまでの間セイの操るスタービルドストライクとバトルを繰り広げる。エピローグではアランとともにガンプラ製作教室を開き、ガンプラ普及に尽力する姿が描かれる。その後のエピソードである「GMの逆襲」では、アメイジングズゴックを駆ってガンプラマフィアの逮捕に協力する。
第1作終了後に世界大会3連覇を達成し、名実ともに最強ファイターとして殿堂入りを果たす。『GBF-T』本編では後進の指導のため、真紅のサイドカー付きバイクでレディ・カワグチとともに自由気ままに全国を渡り歩いている。チナを介してアーティスティック・ガンプラ・コンテストの表彰式で会う以前からユウマのことを知っていた。劇中ではユウマに優勝トロフィーを渡すプレセンターを務め、西東京地区予選会場にもレディ・カワグチとともに観戦に訪れる。

### ガンプラビルダー / ファイター

#### 第7回世界大会出場者
リカルド・フェリーニ
声 - 中村悠一
操作ガンプラ：ウイングガンダムフェニーチェ、ガンダムフェニーチェリナーシタ、ガンダムフェニーチェリベルタ
ガンプラバトルイタリア大会のチャンプ。顎の無精ひげが特徴の軟派な24歳の青年で、「イタリアの伊達男」の別名で呼ばれる。過去2回に渡って世界大会に出場しており、第7回大会でも優勝候補の一角と目されている。
ガンプラを使って女性を口説くのが趣味で、その成功率は8割に達するという。ただし、酒癖の悪さから相手に敬遠されることも多い。また、他人の彼女も節操なく口説こうとするため、相手の男たちからは相当な恨みを買っている。その一方で、ガンプラバトルが世に現れる以前の少年時代からの愛機であるウイングガンダムフェニーチェを修復しながら使い続ける一途さと、打算や妥協のない堂々としたバトルを信条とする誇り高さをもつ。しかし、自分よりも実力が低い相手にも手加減なしのバトルをするなど大人気ない一面もある。
偶然レイジの特訓相手となったことをきっかけに、ときに兄貴分として、ときに好敵手としてセイとレイジに肩入れするようになる。世界大会決勝トーナメント準々決勝ではアイラのキュベレイパピヨンを一時は圧倒するも、エンボディシステムで暴走したアイラに逆転負けを喫する。
世界大会決勝戦前夜祭のイベントバトルでは、フェニーチェを修復した新しい愛機「ガンダムフェニーチェリナーシタ」を披露。フェニーチェでは撤去されていた変形機構も復活し、アリスタ暴走による騒動でもリナーシタを駆って事態の収拾に貢献する。
『GBF-T』においても、世界トップクラスのファイターとして活躍している。
ヤサカ・マオ
声 - 藤井美波
操作ガンプラ：ガンダムX魔王、Sガンダム（第17話回想）、クロスボーンガンダム魔王、ガンダムX十魔王
京都を拠点とするガンプラ心形流造形術の門下生で、12歳の若さで同派の次期後継者と目されている少年。小柄な体格と京言葉からおっとりした印象を与えるが、内に秘めた闘志は何よりも熱い。「世界一のガンプラビルダーになる男」を自称し、セイをも凌ぐ製作技術をもつ。第7回ガンプラバトル選手権日本第5ブロックの優勝者で、世界大会本戦への出場を決める。ガンダムシリーズの女性キャラクターでは、『機動戦士Ζガンダム』のエマ・シーンが好み。
師の珍庵からタケシとその息子であるセイの噂を聞き、バックパッカーとしてヒッチハイクを続けながら東京のイオリ模型を訪れる。どんな場所であっても短時間かつ精巧にガンプラを組み立てることができ、東京までの道中ではそれを金銭代わりにヒッチハイクのドライバーや飲食店へ譲渡していた。かなりの方向音痴で、東京に着いてからセイらが住むけやきが丘まで移動するのにかなりの時間を浪費している。
自信作のガンプラであるガンダムX魔王を引っ提げ世界大会へ出場、決勝トーナメントへと駒を進めるが、成長著しいセイ・レイジ組の技量とスタービルドストライクの完成度を前に自信を揺らがせる。しかし師である珍庵からの薫陶を受けガンプラ心形流の極意である「心のままに在ること」に立ち返りそれを体現する奔放なバトルを展開、激しい戦いを繰り広げるが惜敗。その後、祖父に代わって急遽イギリス代表となったジュリアンとの野試合でX魔王を破壊されたため、決勝戦の前夜祭に新作のクロスボーンガンダム魔王を製作、アリスタ暴走による騒動の際は胸部に装備された「スカルサテライトキャノン」でア・バオア・クーの外殻を貫き、要塞内部への突入口を拓く。
地元の旅館の若女将であるミサキに想いを寄せており、情熱的なアプローチを行っている。初デートでミサキに迫りすぎて拒絶され、その後は残りのトーナメントを見学しながら泣き暮すが、世界大会決勝戦前夜祭で彼女と再会し、無事関係を修復する。決勝トーナメント1回戦でセイたちと対戦するも惜敗し、試合後は一人悔し涙を流す。それ以降はセイたちと行動することが多くなる。
公式外伝の『GBF-炎』では、マオと思しき京言葉の少年とクロスボーンガンダム魔王と思しきガンプラが、ユウセイのデスティニーガンダム炎とバトルを行う場面がある。
アラン・アダムス
声 - 木村昴
世界有数の実力をもつガンプラビルダーであり、PPSE社のガンプラワークス部門の主任を務める青年エンジニア。タツヤのガンプラ塾時代の同期であり、親友。タツヤが三代目メイジンを襲名後は、みずから設計したケンプファーアメイジングやガンダムアメイジングエクシアを与え、バトルでもセコンドとしてアドバイスを送る。襲名前のタツヤとセイ・レイジの私的バトルに立ち会って以降、自身もセイとレイジに興味を抱くようになる。一方、規定を無視して世界大会に干渉するマシタ会長に疑念を抱いている。
決勝戦ではマシタと結託したフラナ機関のメンバーに拘束されるが、「エンボディシステム」の出力を上げようとしたナインを体を張って妨害する。最終話エピローグでは、タツヤとともにガンプラ製作教室の講師を務める場面が描かれている。
『GBF-T』では、甥・ウィルフリッドと姪・シアが所属するガンプラ学園チーム「ソレスタルスフィア」の監督を務めている。
『バトローグ』第1話では、ビルダー専門としての観点から、歴代「ガンダムシリーズ」キャラクターのAIデータにガンプラを操作させる自動操縦バトルを考案する。
ニルス・ニールセン
声 - 立花慎之介
操作ガンプラ：百式、戦国アストレイ頑駄無、忍パルスガンダム（『GMの逆襲』）
アメリカ代表ファイター。世界的名探偵の父と日本武道の達人である母との間に生まれ、両者の才能を受け継いだ文武両道の天才少年。わずか13歳で名門大学に進学し、三つの博士号を取得、その明晰な頭脳から「アーリージーニアス（若き天才）」の異名で呼ばれている。空手と柔道の有段者でもあり、合気道の心得もある。科学者であるが、催眠療法も行える。バトルでは白羽織と袴、下駄という和装に身を包み、入場時にお辞儀をするという習慣をもっている。その経歴から同年代の子どもよりも大人びているが、自身のスポンサーの娘であるキャロラインの我がままに振り回され、決勝トーナメント第2回戦前には強引に見初められる。
現在はプラフスキー粒子の解明を研究テーマとしており、その技術を独占しているPPSE社に接触する目的で第7回ガンプラバトル選手権に参加する。ガンプラ歴はわずか3か月の新人ながら、武術の動きを取り入れた操縦技術と、プラフスキー粒子の研究成果を投じて作り上げた「戦国アストレイ頑駄無」でアメリカ代表の座を勝ち取る。あくまでガンプラバトルはプラフスキー粒子の正体を解明するための手段に過ぎないため、純粋にバトルに情熱を注ぐほかのファイターたちに共感できずにおり、自身はリスクを避ける戦い方を選ぶ傾向が強い。タツヤからは「ガンプラがあまり好きではないようだ」と評され、セイとレイジに自身の目的を話した際には彼らからガンプラバトルに対する考え方を非難される。しかし、バトルで大きなダメージを受けた戦国アストレイ頑駄無を見て怒りに震えるなど、無自覚ながらガンプラに対して強い情熱をもっており、セイ・レイジ組に惜敗した決勝トーナメント準々決勝でそれを自覚する。決勝トーナメント敗退以降は、マオとともにセイたちと行動することが多くなる。決勝戦直前にキャロラインとともに会場地下で巨大アリスタを発見し、決勝戦後の騒動では巨大アリスタ破壊の先陣を切る。
最終話のエピローグでは、ヤジマ商事の支援を受け地球軌道上のISS研究モジュール内でプラフスキー粒子の独自生成に成功、ガンプラバトルの再開に貢献する。
『GBF-T』ではキャロラインと結婚してヤジマ家に婿入りし、「ヤジマ・ニルス」を名乗る。ヤジマ・エンジニアリングの技術主任としてバトルシステムの開発に携わっているが、プラフスキー粒子の特性を知り尽くした自分が戦うのはフェアではないという考えから、ファイターとしての活動からは身を引いている。
『アイランド・ウォーズ』では新プラフスキー粒子の結晶化をバトルシステムに組み込み、従来のガンプラの性能を上回る新粒子対応型のガンプラの開発に成功する。しかし、謎の少女が原因で研究所内で発生した粒子の暴走に巻き込まれるが、トライファイターズとその仲間たちによって助けられる。
ルワン・ダラーラ
声 - 江口拓也
操作ガンプラ：アビゴルバイン
タイ代表ファイター。世界大会の常連であり、他国にも名を知られているほどの有名人。野球選手としても国家代表に選ばれた経歴をもち、生涯打率8割を越す強打者だった。普段はあまり感情を出さないが、心に熱い闘志を秘めている。対戦ガンプラの特性を見抜いて即座に対策を講じるなど、洞察力と分析力にも優れている。
マシタの裏工作によって第3ピリオドでのセイたちの対戦相手に選ばれ、得意の野球を模した対決を演じたことをきっかけにセイらと友情を結び、レイジからは親しみを込めて「ルワンのおっさん」と呼ばれるようになる。セイたちに敗北した予選第3ピリオドを除く全試合に勝利して決勝トーナメントに進出するが、1回戦でレナート兄弟に敗北する。
『GBF-T』においても、世界トップクラスのファイターとして活動している。
レナート兄弟 / マリオ・レナート、フリオ・レナート
声 - うえだゆうじ
操作ガンプラ：ジム・キャノン、ハイゴッグ、バクゥタンク、ジムスナイパーK9、ストライカージンクス（『バトローグ』でマリオが使用）、ジンクスIV TYPE.GBF（『バトローグ』でフリオ、セリオが使用）
アルゼンチン代表の双子の兄弟。兄のマリオがビルダーとセコンドを、弟のフリオがファイターを担当する。フリオは皮肉めいた雄弁家だがやや動揺しやすく、マリオは寡黙だが冷静で高い判断力をもつ。ガンプラバトルは「戦争」であるという思想をもち、長距離狙撃や無人兵器による特殊工作、トラップの使用など多彩な戦術でバトルを展開する。使用機体はオリーブドラブを基調とした戦車風のカラーリングが施されており、試合ごとに適宜使い分けている。決勝トーナメント準々決勝ではトラップ戦術でタツヤを追い詰めるが、土壇場で逆転負けを喫する。作中の描写から、二代目メイジンとも対戦経験があることが示唆されている。
『バトローグ』第4話では、マリオとフリオより8歳年下の三男セリオ・レナートが登場。兄たちと違ってタツヤへの敵意はあまりなく、むしろ本人と対面して喜ぶ場面がある。
ライナー・チョマー
声 - 神奈延年
操作ガンプラ：ガウ攻撃空母、ゲルググ、ウォドム、ロト、ザクレロ
ドイツ代表ファイター。前年の大会で自分の彼女を奪ったフェリーニを憎んでおり、世界大会にかこつけて復讐しようとする。使用ガンプラはいずれも青と赤のパーソナルカラーで塗装されている。
大会では上位の実力をもちながらも、復讐にこだわるあまりミスや不運を重ね続け、第7ピリオド開始時点で予選敗退が決定する。敗退後のキララのインタビューでは、なおもフェリーニへの恨み節をぶつける。決勝戦前夜祭のイベントバトルでは、一般参加の少年ファイターに連敗を喫する失態を演じる。
『GBF-T』では、彼のパーソナルカラーを再現したザクレロのガンプラが販売されている。また本人はガンプラバトル解説者として活動している。
ジョン・エアーズ・マッケンジー
声 - 小室正幸
イギリス代表ファイター。第7回大会では最高齢の78歳で、過去の大会において二代目メイジンと死闘を繰り広げた最大のライバルだった。ラルさんとも面識があり、彼からは「准将」と呼ばれている。衰えつつある自分の実力に限界を感じており、タツヤとの準決勝戦では、仮病で孫のジュリアンをだまして後任のファイターに仕立て上げる。
ジュリアン・マッケンジー
声 - 本郷奏多
操作ガンプラ：ガンダムF91イマジン
ジョンの孫。年齢は21歳。元・ガンプラ塾の第1期生筆頭であり、同門の後輩だったタツヤが過去7度対戦して一度も勝てなかったほどの人物。その実力により三代目襲名を確実視されていたが、二代目の育成方針に疑問を抱き離門した。以降は3年間ガンプラから離れていたが、祖父のジョンに謀られるかたちでイギリス代表ファイターの座を引き継ぐ。ブランクがありながらも実力は衰えておらず、代表引き継ぎ直後の野試合でマオを一蹴する。準決勝では、F91イマジンの必殺技「バックジェットストリーム」をもってタツヤと激闘を繰り広げるが惜敗する。当初は三代目を継いだタツヤが二代目の思想に染まったのではないかと危惧していたが、バトルの中でその真意を知って安堵し、自身も本格的なガンプラ復帰を決意する。
『GBF-T』でも精力的に活動しており、イギリスに短期留学したキジマ・ウィルフリッドを指導している。

#### その他のビルダー / ファイター
サザキ・ススム
声 - 広橋涼
操作ガンプラ：ギャン、ギャンギャギャン、ギャンバルカン
セイと同じ地区に住む少年。地元でも有数の実力派ファイターとして知られ、タツヤからも一目置かれていたが、高飛車な物言いとガンプラを乱暴にあつかう戦いぶりから、人格面での評価は低い。セイの作る高性能なガンプラに惚れ込み、そのガンプラで大会に出場しようと言い寄っていたが、サザキの悪評を知っているセイからは敬遠されていた。
当初は優れた制作技術をもつセイのガンプラで世界大会に出場することを望んでいた。そのため、自分に協力しなければ勝てない現実をセイに知らしめようと二度のバトルを挑んだことが、セイとレイジにコンビを組ませるきっかけとなった。地区大会準決勝でもセイとレイジに改造機「ギャンギャギャン」で応戦するが、敗退する。その後は台詞のないモブキャラクターとして画面の端々に登場する後、世界大会決勝戦前夜祭でギャンギャギャンの改造機「ギャンバルカン」でモンタのターンXとのバトルに挑み、セイに向かって来年への抱負を豪語するが、直後に乱入したフェリーニのガンダムフェニーチェリナーシタに惨敗する。
『GBF-T』では、第10回世界大会でベスト16まで進出したことが明かされる。
ゴンダ・モンタ
声 - 三宅健太
操作ガンプラ：ゴールドスモー、ターンX
聖鳳学園の高等部2年生で、タツヤと同じく生徒会と模型部にかけもちで所属している。長身で体格がよく、ゴリラのような顔つきが特徴。生真面目で厳格な性格だが、自分の顔を馬鹿にされるとムキになって怒る一面をもつ。タツヤへの忠誠心は非常に強く、彼がメイジン・カワグチを継ぐことは当初から本人より知らされており、その時が訪れるまではともに生徒会と模型部を盛り立てていくことを誓っていた。また彼もタツヤ同様セイの実力には期待を寄せていた（外伝『GBF-A』より）。
セイを訪ねて学園に無断侵入したレイジと悶着を起こし、その腹いせにガンプラバトルを申し込むが、力およばず敗退する。世界大会決勝戦直前の前夜祭ではサザキとのバトルを展開するも敗北。決勝戦に臨むセイに対して激励の言葉を送る。
キララ / ミホシ
声 - 悠木碧
操作ガンプラ：ガーベラ・テトラ
本名は「ミホシ」。「歌って踊れて、ガンプラを作ってバトルまでこなしてしまう」というキャッチコピーで売り出し中のアキバ系アイドル。桃色に染めたツインテールの髪が特徴だが、プライベートは黒髪でメイクの下もそばかす顔という地味な風貌。ただし、服の上からでも起伏が分かるほどスタイルはいい。
ガンダムやガンプラに対する造詣は深く、セイと対等な談義ができるほどの知識をもつ。しかし、実はガンダム自体にはまったく興味がなく、自分をガンプラアイドルとして売り込みたい所属事務所の命令でガンダム作品のアニメシリーズ鑑賞やガンプラ製作などの勉強を強制されていた。ガンプラバトル選手権への出場も自身の知名度を上げるための踏み台としか思っておらず、事前に対戦相手のガンプラを傷つけるなど卑怯な手を使ってバトルを勝ち進んでいた。一方で、アイドルとして高みを目指そうとする意志は本物であり、そのためになりふり構わず努力する姿勢にはレイジも理解を示す。
地区予選三回戦で上記の理由から策を弄するも敗退するが、その後は策を抜きにして努力を積み重ねた結果、世界大会のイメージキャラクター兼リポーターに抜擢される。フェリーニの求愛に心揺れるが、彼の酒癖の悪さ（ガンダム・ガンプラ談義が止まらなくなる）に幻滅する。しかし、実況中もフェリーニの試合の動向を気にかけたり酒を酌み交わしたりするなど憎からず思っている描写があり、彼と行動をともにすることが多くなる。
最終話エピローグでは、念願だった武道館コンサートを行う場面が描かれる。
『GBF-T』では、本名の「ミホシ」の名でハリウッド女優に登りつめている。
辰造（たつぞう）
声 - 稲田徹
操作ガンプラ：アプサラスIII
ミサキの勤める旅館を恐喝していた地上げ屋。かつては「灼熱のタツ」と恐れられた世界レベルのガンプラファイターだったが、何らかの事情で現在の稼業に身を落としている。旅館の所有権をめぐりセイたちとバトルを繰り広げるが、敗北する。最終話エピローグでは、部下たちとともにミサキの旅館で働く場面が描かれる。
カトウ
声 - 成田剣
操作ガンプラ：ガンダムダブルエックス&GXビット12機
地区大会決勝戦におけるセイたちの対戦相手で、大会常連のベテランファイター。セコンドも含めて『機動新世紀ガンダムX』の登場人物の1人「ジャミル・ニート」の扮装をしている。「軍団の魔術師」の異名をもち、12機のGビットによる物量作戦を得意とするが、レイジのビルドガンダムMk-IIにGビット全機を撃破され、ツインサテライトキャノンの発射体勢に入った隙を突かれて撃破される。
ガウェイン・オークリー
声 - 須嵜成幸
操作ガンプラ：デビルガンダム
アイラが加入する前に「ネメシス」のメインファイターを務めていた男。25歳。オーストリアのブルーデンツ出身。世界クラスの実力をもちながらも、アイラとの模擬バトルで完敗したことでその地位を失う。
『GMの逆襲』ではアイラに完敗したことでネメシスを解雇されたため、ガンプラマフィアに転身。同時に、かなりのナルシストかつ悪趣味なセンスの持ち主であることも明かされる。フェリーニに敗北し、ほかのメンバーとともに逮捕される。
グレコ・ローガン
声 - 黒田崇矢
操作ガンプラ：トールギス・ワルキューレ
第6回世界大会におけるアメリカ代表ファイター。ロサンゼルス出身。フェリーニの親友にしてライバル。年齢は27歳でガンプラ歴20年のベテラン。「暴れ牛」の異名をもつ強面の男だが、そのバトルスタイルは繊細にして緻密。過去に2度の世界大会出場とベスト16入りを果たしており、第7回大会でも地区予選突破を確実視されていたが、決勝でニルスに惨敗する。
『GBF-T』においても、世界トップクラスのファイターとして活動している。
カルロス・カイザー
操作ガンプラ：α・アジール
第6回世界大会の覇者で、「キング・オブ・カイザー」の称号をもつ現役最強ファイター。32歳。フィンランドのマリエハムン出身で、7歳のころにSNSで知り合った日本の友人たちの影響でガンプラ製作を初めた。『機動戦士ガンダム』劇中でのジオン軍整備兵の台詞「脚なんて飾りです」に感銘を受け、脚のないMSやMAを好んで製作している。
第7回大会でも優勝候補の筆頭とされていたが、フィンランド予選決勝でアイラに惨敗し、本戦出場を逃す。
ヤジマ・キャロライン
声 - 斎藤千和
操作ガンプラ：騎士ガンダム
大手商社であるヤジマ商事の社長令嬢。縦ロール状にまとめた金髪と短めの眉毛が特徴で、性格は高飛車でわがまま。街中では白馬に乗って移動し、執事のセバスチャンを常に従えている。中学の美術展覧会で常に自分より上位に入賞するチナをライバル視しているが、チナからは「キャロちゃん」と呼ばれるなど友人あつかいされており、いつも調子を狂わされている。
展覧会に出品されたチナの絵画を見てガンプラを知ったことをきっかけに、チナに一泡吹かせようと女性限定のガンプラバトル大会への出場を要求。父（声 - 前田弘喜）の縁で知り合ったニルスに半ば強引にガンプラバトルの手ほどきを施させ、大会でチナに挑むが、ベアッガイIIIの思わぬ能力の前に敗北する。この一件がもとで世界大会の際にはニルスの彼女を自称するようになり、ヤジマ商事の社員総出で彼の応援に駆け付ける。決勝戦直前にニルスと共に会場地下で巨大アリスタを発見した直後にベイカーに発見・拘束されるが、セバスチャンに救出される。
最終話エピローグではヤジマ商事の財力をもってニルスを支援し、プラフスキー粒子生成の成功に貢献する。
『GBF-T』ではニルスと結婚し、ヤジマ商事専務として世界を飛び回っている。
イマイ・アリス
操作ガンプラ：ノーベルガンダム・デコ
女性限定ガンプラバトル大会でのチナの初戦の相手、高校2年生。『機動武闘伝Gガンダム』の登場人物「アレンビー・ビアズリー」の色違いのような容姿をしている。
C
声 - 遠藤大智
操作ガンプラ：ヘルジオング マリーン、ヘルジオング ギャラクシー
マシタがセイたちを妨害するために雇った裏社会のファイター。ガンプラ関係の仕事であれば合法、非合法問わずに請け負うガンプラマフィア。報酬は高額ながらも、その任務達成率は97.4パーセントに達する。妨害はおもに専用の端末を用いてバトルシステムに侵入し、地下やトイレなどさまざまな場所からガンプラを遠隔操作している。当初はベイカーに雇われて世界大会予選第7ピリオドのレースに侵入してセイたちを妨害するが敗北し、自身を追跡してきたタケシに拘束される。

### セイの家族
イオリ・リン子
声 - 三石琴乃
セイの母親。留守中の夫・タケシに代わってイオリ模型を経営しているが、自身は模型の知識には疎く、ほとんどセイに頼り切っている。若々しくスタイルのいい美女で、その美貌を拝もうと店に訪れる客もいる。料理上手で、特に野菜炒めが得意。色恋事に対する嗅覚が鋭く、チナとアイラの恋を成就させようと彼女たちにアドバイスを送る。アイラが「ネメシス」を脱退した後は(レイジがほとんど男女関係の同居について何も考えずに招き入れたことから)大会期間内はホテルの自分の部屋に招き入れて、その後は身の振り方が決まるまで彼女をイオリ模型に住まわせるよう提案する。
セイとレイジのベスト16進出後は、彼らを応援するために大会会場に赴く。
イオリ・タケシ
声 - 川島得愛
操作ガンプラ：ガンダム、パーフェクトガンダム
セイの父親。イオリ模型の店主。第2回世界大会の準優勝者で、10年前にはプラフスキー粒子とバトルシステム開発のモニターをしていた。現在は国際ガンプラバトル公式審判員として店の経営を妻子に任せ、ガンプラ普及とガンプラマフィアの撲滅のために世界中を旅している。セイと同じく普段は穏やかな性格だが、ガンプラのことになると熱血な一面を見せる。リン子を「リンちゃん」と呼ぶ愛妻家でもあり、彼女からは「ダーリン」「タケちゃん」などと呼ばれている。タツヤにガンプラバトルの楽しさを教えた人物であり、彼のことは「ユウキ少年」と呼んでいる。
第7回大会の決勝トーナメント直前にCを追って日本に帰国した後、「世界中を旅して回っている通りすがりのガンプラマニア」としてレイジとアイラにガンプラ製作の手解きをする。その後はイオリ模型で（リン子不在の理由を知らないため）しばらく1人で生活していたが、決勝戦前夜祭のテレビ中継でリン子がセイの応援のために静岡にいることを知り、ようやく再会を果たす。決勝戦後の騒動ではパーフェクトガンダムで参戦し、セイたちを援護する。

### その他の人物
ラルさん
声 - 広瀬正志→宝亀克寿（『GBF-T』第5話以降）
操作ガンプラ：グフ（旧キット）、グフR35、ドムR35(『GBF-T』)
本名不明。イオリ模型の常連客。『機動戦士ガンダム』の登場人物の一人ランバ・ラルに似た容姿を持つ、自称35歳の中年男性。タケシからは「ランバ」と呼ばれる。ガンプラ黎明期の旧キットから現行商品のHGキットに至るまでグフ系の機体を好んで製作している。「青い巨星」の異名を持ち、行きつけのガンプラバーの常連たちからは「大尉」と呼ばれ、最大の敬意を払われている。劇中では、バトルの解説役としてさまざまな場所に出没する。
ビルダーとしての実力はセイとレイジから一目置かれ、フェリーニや辰造の様子や、珍庵やマッケンジー卿やタケシらガンプラバトルの重鎮たちとのつきあいからもガンプラバトルに関わる有名人に名を知られていることが示唆されている。
普段は硬派な振る舞いを見せているが、リン子やキララといった美人に対してはだらしない表情を見せたりすることもある。
また、正義感が強く、世界大会予選でCの妨害工作を目撃した際には、体を張って制止した。セイとチナの恋愛をそれとなく応援しているが、チナがセイの部屋に宿泊することを匂わせる発言をした際にすかさず止めに入るなど、大人として良識ある面を見せる。
長らくファイターとしての実力は未知数だったが、『GBF』においては決勝戦後のアリスタ暴走事件でみずから製作した「グフR35」を駆り、珍庵と共にモックの大軍を多数撃破する活躍を見せる。
『GBF-T』では聖鳳学園ガンプラバトル部のコーチとなり、部外者でありながら学園敷地内の出入りを認められている。自身の経験とコネクションを活かし、セカイたち「トライファイターズ」を強力にサポートする。時を経てなお、ファイターとしての実力も広く知られており、強豪チームの監督からも一目置かれている。
オオタケ・アケミ、サメジマ・ユカリ
声 - 丸山有香（アケミ）、森千早都（ユカリ）
セイのクラスメートの女子たちで、チナと仲がよい。ゴールデンイエローのポニーテールがアケミで、ボトルグリーンのウェーブヘアがユカリ。共にタツヤのファン。チナが女性限定ガンプラバトル大会に出場した際には、応援に駆けつける。
珍庵（ちんあん）
声 - 稲葉実
操作ガンプラ：クーロンガンダム、マスターガンダム
ガンプラ心形流造形術の開祖で、マオの師匠。流派の長らしい貫禄のある老人で、世界レベルのファイターたちにも名を知られているほどの有名人。ファイター、ビルダーとしての技術も高く、武術の心得もある。その一方、『機動戦士ガンダムSEED』の登場人物の1人マリュー・ラミアスが好みという一面や、自作のガンプラ以外にもガンダムの女性キャラクターのフィギュアも多数飾っている、事あるごとにダブルピースでのアピールを行うなどお茶目な一面も持つ。また、ラルさんやタケシとの会話から、彼らとの長いつきあいがあることが示唆されている。最終話では自身もマスターガンダムを使い、アリスタの暴走の事態収拾に協力する。
『GBF-T』では、ミナトの夢の中に登場する。
ナイン・バルト
声 - 遠藤大智
アイラのマネージャー兼主治医。ネメシスが出資している「フラナ機関」に所属している。アイラのコンディション管理を担当しており、バトルでは彼女への指示を行うほか、移動用車両の運転手も務めるなど、行動を共にする場面が多く、バトルではサポートブースで補佐を務めることもある。
「ネメシス」会長であるヨセフの孫への溺愛ぶりやファイターを使い捨ての道具にしか考えていない姿勢には呆れているが、「フラナ機関」にとっては貴重な出資者であるため、無碍にはできずにいる。ヨセフと比べればアイラへの情はまだあるものの、それはアイラが大事なビジネス道具だからであり、ヨセフの命令からアイラを強制的に操ることもいとわない。アイラが友人や親類のいない孤児であることを利用して訓練やバトルを強要してきたが、コンプレックスを払拭されたアイラに離別される。
決勝戦直前には密かにマシタ会長と接触し、メイジン専用の強化型エンボディシステムを完成させる。決勝戦の最中は別室でエンボディのコントロールを行っていたが、出力を上げようとした所をアランに制止される。
ミサキ
声 - 白石涼子
セイとレイジが旅先で宿泊した旅館「竹屋」の若女将で、マオから好意を寄せられているが、彼女自身もマオに気があるような描写がある。辰造に旅館からの立ち退きを迫られていたが、セイたちの活躍によって救われる。世界大会の決勝トーナメントでは、マオの応援のために静岡に赴く。その戦いぶりからマオに好意を抱くようになり、初デートで興奮したマオにキスを迫られて興醒めし一時は疎遠になるも、決勝戦前夜祭にてマオの前に姿を現し、よりを戻す。
ネメシス会長
声 - 家弓家正
「ネメシス財団」会長にしてアイラたちの所属する「ネメシス」のオーナー。「メタンハイドレートの発掘王」と呼ばれており、その豊富な資金力を活かし、世界大会制覇をもくろむ。湖に浮かぶ島に屋敷を構えており、内部には多数のガンプラを保管するバトルルームも存在する。バトルにおいては確実な勝利を望んでおり、アイラら「ネメシス」のファイターに関しても使い捨ての道具にしか思っていないなど冷酷な一面をもつ。一方で孫のルーカスには弱く、ガンプラバトルに参入した理由も世界大会の優勝トロフィーをルーカスにプレゼントしたいがためである。バルトからは「（金持ちの）道楽にもほどがある」と呆れられている。アイラが敗北したことで願いは叶わず、さらにアイラからは「じじい」呼ばわりされるなどさんざんに罵倒される。
『GBF-T』では直接登場しないが、「ネメシス」に加入した孫のルーカスを特別あつかいはせず、専属のスタッフを付けずに自分の力だけでガンプラを作らせるようにしている。しかし基本的には孫に甘く、ルーカスが日本のガンプラバトル選手権に参加していると知った際には財団の技術スタッフを派遣するほどである。
ラルフ・ジャクソン、ザッカリー・コッパー
声 - 烏丸祐一（ラルフ）、村上裕哉（ザッカリー）
ガンプラバトル選手権アメリカ予選のアナウンサーと解説者。アナウンサーのラルフはノリがよく、解説者のザッカリーは冷静に選手の解説をする。アメリカ予選の決勝ではグレコ・ローガンを倒したニルスの実力に驚愕する。
マシタ会長
声 - 坂口哲夫
PPSE社の会長兼最高経営責任者(CEO)。飄々とした物腰の裏に狡猾さと小心さを持つ中年男性。世界大会の重役としてみずからもガンプラバトルの観戦に興じるが、自身はガンダムの知識には疎く、筆頭秘書のベイカーに助言を求めることが多い。二代目メイジン・カワグチのことは自分の方針に従う姿勢に満足しながらも怯えていた（外伝『GBF-A』より）。
実はレイジと同じアリアン出身の異世界人で、当時はしがない盗賊として生計を立てていた。王家の財宝を盗もうとレイジの王宮に忍び込んだところ、宝物庫に保管されていた巨大アリスタの力に巻き込まれ、セイたちの世界に飛ばされてきた。このときにベイカーと出会い、アリスタの力を利用したガンプラバトルシステムを開発、この大ヒットによってPPSE社を世界的な大企業に成長させた。アリスタの宝玉が埋め込まれた懐中時計を所持している。
偶然第7回大会に出場していたレイジを見て、自分を捕らえに来たのではないかという疑心暗鬼に駆られ、セイ・レイジ組を排除しようとさまざまな妨害工作を指示する。しかし、セイたちの予想外の奮闘と不運が重なって目論見は外れ続け、決勝戦ではタツヤをエンボディシステムで洗脳操作してまで勝ちを得ようとするが、結局失敗に終わる。このときに生じた負の感情が巨大アリスタに反応したことで会場全体を巻き込む大混乱を巻き起こし、セイたちがアリスタを破壊したことで事態は収拾するが、同時に自身をセイたちの世界にとどめる力を失ったため、再びアリアンに引き戻される。最終話エピローグでは、PPSE社で製造していたオリジナルガンプラ「モック」を、ベイカーとともにアリアンの町中で売りさばく姿が描かれている。
ベイカー
声 - 相川奈都姫
マシタの筆頭秘書。容姿端麗・頭脳明晰の才女で、社の経営にも深くかかわっている。普段は凛とした態度を崩さないが、マシタのおどけに調子を合わせることもある。マシタの命を受け、世界大会でのさまざまな不正行為を指揮するが、ことごとく失敗に終わる。もともとはガンダムオタクであったが、自分たちの世界に飛ばされて来たマシタと出会い、以降は彼と共に現在の地位まで上り詰めた。
マシタには内心呆れつつも慕ってもおり、アリスタの力を失ったマシタとともにアリアンに旅立つ。
二代目メイジン・カワグチ
物語開始時のメイジン・カワグチでPPSE社が競技としてのガンプラバトルの地位を確立させるための象徴として第1回世界大会にて復活させたメイジンの名を最初に受け継いだ人物（外伝『GBF-A』より）。作中では本人は入院中。彼が倒れたことで、急遽タツヤが三代目を襲名する。レナート兄弟によれば実力は三代目よりもはるかに高かった模様。
「楽しいガンプラの普及」を行っていた初代と異なり、勝負において自他ともに厳しい性格をしていたことから（外伝『GBF-A』より）マシタの方針に従い「勝利のみを追求するガンプラ作り」を目指しており、勝利のためには身内も蹴落とすという弱肉強食の理念を標榜していた。バトルでも禍々しい殺気を放ちながら相手のガンプラの関節や破損した箇所を狙って戦い、ジュリアンからは「修羅のごとく勝利のみを求めている」、タケシや珍庵、ラルからは「容赦ない」と評されていた。
自身が主宰していたガンプラ塾でも、その理念をもとに徹底した競争社会を作り上げ、当時既に身体を患っていたこともあって次期メイジン候補を一刻も早く選出しようとしていたが、その姿勢がやがてジュリアンをはじめ優秀な人材の反感を買うようになっていった。タツヤは二代目を反面教師にしており、初代とタケシの意を継いだ道を模索している。
上記に至る経緯の詳細は、外伝『GBF-A』にて描かれた。なお、タツヤが三代目となることは認めていたようである。
セバスチャン
声 - 河田吉正
ヤジマ家の執事。キャロラインの世話役として付き従い、彼女の命令を実行する。その範囲はガンプラに関する入れ知恵から尾行まで多岐にわたる。ロックのかかった鋼鉄製の扉を蹴り開けるなど、身体能力も高い。

### 『GMの逆襲』の登場人物
マシタ・ミキオ
声 - 坂口哲夫
操作ガンプラ：サイコジム、ビルドストライクコスモス
ガンプラマフィアのボス。マシタ会長の双子の弟で、兄と同じくアリスタが仕込まれた懐中時計を所持している。兄が表、自身が裏を牛耳ることでマフィアによる世界支配をもくろんでいた。その実現のため、世界レベルのファイターであるセイたちに勝負を挑む。ヤジマスタジアムの完成式典前に訪れていたセイたちを会場内に閉じ込め、あらかじめセイから盗み出したビルドストライクコスモスを完璧に操作するなど、クラッカーやファイターとしての技術は非常に高いが、バトルではフィールドの粒子を操作してセイたちを苦戦させるなど、卑怯な手段を使う。さらに、切り札のサイコジムを投入してセイのスターバーニングを追い詰めるも、レイジの協力を得たセイに敗北し、部下とともに逮捕される。
J
声 - 水内清光
操作ガンプラ：ジムズゴッグ
ガンプラマフィアのメンバー。ほかのメンバーと違い姑息な手段は使わないと宣言するも、フィールドの地底湖がプラスチックを溶かすシンナーで満たされていることを看破したタツヤに完敗する。
E
声 - 最上嗣生
操作ガンプラ：GM/GM
ガンプラマフィアのメンバー。数十機のガンプラを一度に操作できるなどファイターとしての技量は非常に高く、物量作戦でニルスを追い詰めるも、チナの不意打ちで敗北する。
ネネネ
声 - 遠藤沙季
操作ガンプラ：武者頑駄無真悪参
ガンプラマフィアのメンバー。紅一点として、美貌を活かした露出度の高い衣装と露骨な乳揺れでモニター越しにマオを誘惑して追い詰めるも、ミサキへの思いから誘惑を振り払ったマオに敗北する。

## 登場ガンプラ

### 解説
作中に登場するガンプラたちは、作中のビルダーが現実でもバンダイから市販されているキットを改造、またはスクラッチ製作されたものである。これには、「誰でも手に取れる（現実に購入できる）ガンプラが題材」という本作のスタンスが反映されており、作品オリジナルの機体「ビギニングガンダム」が登場する『GPB』との相違点の1つとなっている。
機体デザインは『機動戦士ガンダム』から多数の作品に携わっている大河原邦男をはじめ、阿久津潤一、海老川兼武、石垣純哉、寺岡賢司と、いずれも過去のガンダム作品に参加経験をもつデザイナーたちが分担して行っている。登場するいずれのガンプラも他作の機体であるため、これらをベースに各デザイナーがアレンジを加えるという手法でデザインが起こされている。なかには、本作のデザイナーが他作でデザインした機体を別のデザイナーがアレンジしたり、同じデザイナーによって再デザインされる場合もある。改造ガンプラのオリジナルデザインについては、各リンク先を参照のこと。なお、原典機そのままの形状、あるいはカラーリングのみを変更したガンプラも多数登場するほか、現実にキット化されていない機体も存在する。
作中の改造ガンプラたちは、HGUC（ハイグレード・ユニバーサルセンチュリー）シリーズのフォーマットを継承した「HGBF」（ハイグレード・ビルドファイターズ）シリーズとして現実に商品化されている。作中設定と同じく既売品のキットにパーツ追加や成型色変更が行われているものが大半だが、「HGBF ビルドストライクガンダム」のように金型が新規に製作された例外もある。なお、のちにビルドストライクの金型を流用した「HGCE エールストライクガンダム」や、「HGBF クロスボーンガンダム魔王」の金型を流用した「HGUC クロスボーン・ガンダムX1」など、改造ガンプラの金型を逆に流用した原型機のキットが複数発売されている。合体用の支援メカや武器セットは「HGBC」（ハイグレード・ビルドカスタム）というシリーズ名で単品発売されており、付属のジョイントパーツを使うことでHGBF以外のキットにも装備が可能となっている。『GBF-T』に登場する「ウイニングガンダム」などのSD系ガンプラは、「レジェンドBB」シリーズのフォーマットを継承した「SDBF」シリーズとして発売されている。なお、発売キットは「HGBF」と共通のシリーズナンバーが振られている。
なお、本作以前のテレビ作品から登場するガンプラは『機動戦士ガンダム00 1st Season』までのものに限定されている。
※以下に記載したガンプラの諸元は仮想データとして設定したバトル用の数値であり、実際の全高は標準的な144分の1スケールで十数センチメートル程度。実際の重量も実際のガンプラのように手に持てるほど軽い。

### 主人公の使用ガンプラ
GAT-X105B/FP ビルドストライクガンダム フルパッケージ
イオリ・セイが製作した「SEED HG エールストライクガンダム」の改造機。
セイの高い工作技術で組み上げられた野心作だが、圧倒的な機動性ゆえにレイジ以外のパイロットには乗りこなせない。
基本武装は、頭部内蔵型のバルカン砲4門と両腰のビームサーベル2基。携行武装として、ハイパー・メガランチャー級の威力を持つ強化ビームライフル、標準型のビームライフル、取り回しと連射性に優れたビームガン、プラ板を数枚重ね合わせた積層型のチョバムシールドを装備する。背中は原形機のままほぼ手つかずのため、原型機の特徴であったバックパックの換装機構（ストライカーパックシステム）がそのまま運用できるようになっているが、当初は追加武装が未完成だったために攻撃面で弱点を抱えていた。
のちに、ストライクルージュ用のオオトリパックを参考にしたオリジナルパック「ビルドブースター」を装着した「フルパッケージ」仕様となる。ビルドブースターはフリーダムガンダムに似た大型可変翼と2門の大型ビームキャノンを持ち、装着時の出力を160パーセント以上向上させるとともに、分離時は単体の戦闘機としても運用可能。
機体デザインは大河原邦男が担当。
GAT-X105B/ST スタービルドストライクガンダム
セイが世界大会用に製作した新型支援機「ユニバースブースター」と合体した姿。
ブースターが作り出す「プラフスキーパワーゲート」を潜ることで、プラフスキー粒子を光の翼状に放射させる「プラフスキーウイング」を展開可能。展開状態では機体の機動性を飛躍的に高めるとともに、翼自体をビームサーベルのような斬撃兵器とすることもできる。
武装はバレルの延伸機構を持つ「スタービームライフル」、ユニバースブースター本体に接続された「スタービームキャノン」2門、敵のビームを吸収・貯蔵する「アブゾーブシールド」。シールドから展開されるアームをライフルに接続し、貯蔵したエネルギーを送り込むことで砲撃力を高めることができる。新機能として、シールドを介して敵のビーム（プラフスキー粒子）を本体に吸収する「アブソーブシステム」と、吸収した粒子を全面開放する「ディスチャージシステム」、粒子を機体の内部パーツに浸透させ、機体性能を極限まで強化する「RGシステム（ラジアル・ゼネラル・パーパス・システム）」を持つ。この状態では機体の関節部とフレームが青白く発光し、絶大な破壊力をもつ「ビルドナックル」が使用可能となる。
巨大アリスタ破壊の際はビルドブースターMk-IIを装備し、タツヤとの真の決勝戦ではフェニーチェリナーシタの両腕、クロスボーン魔王のリフレクターミラーユニットとクロスボーンガン&ソードで損傷部分を応急修理する。
GAT-X105B/CM ビルドストライクコスモス
第7回大会以降にセイが新たに製作したガンプラ。完成時点におけるセイの集大成と呼べる機体であり、スタービルドストライクとほぼ同じ外見ながらも、各システムはより洗練されている。
『GMの逆襲』では、最新の大型バトルシステムに対応した調整がなされ、アブソーブシールドと同じ効果を持つ防御フィールド「アブソーブフィールド」を展開できる。
RX-178B ビルドガンダムMk-II（ビルドガンダム・マークツー）
ザクアメイジングとの再戦で損傷したビルドストライクの代替機として、セイが新たに製作した「HGUC ガンダムMk-II」の改造機。
『機動戦士Ζガンダム』では4機のMk-IIが製造されたことになっているが、この機体は「公式には存在しない幻の5号機であり、ほかのMk-IIとともにエゥーゴに奪取された」という独自設定が付記されている。通常のMk-IIからブレードアンテナや胸部ダクトの形状が変更され、構成素材や各部センサーも最新のものに強化されているという設定となっている。カラーリングはエゥーゴ仕様に準じた白基調となっているが、これには「ティターンズカラーに塗装される前に強奪された」という追加設定が反映されている。
背部には、ビルドブースターの発展型である強化バックパック兼支援戦闘機「ビルドブースターMk-II」を装着。元々Mk-IIにはGディフェンサーという支援戦闘機が存在しており、似たコンセプトをもつビルドストライクの後継機に選ばれた理由となっている。ビルドブースターMk-IIは、『Ζガンダム』作中においてギャプランを参考にしたという設定で製作されており、中央のコクピットブロックと、新規武装「ビームライフルMk-II」を備えた左右のムーバブルシールドバインダーで構成された三胴体形状をもつ。機体への合体時は、Gディフェンサーのように余剰となるコクピットブロックを分離する方式となっている。
ビームライフルMk-IIはブースター側のジョイントアームとMS側の前腕部ラッチの2点で保持するが、どちらか片方を切り離して保持したり、ライフル自体を取り外して直接保持することもできる。ブースターのアームと連結した状態では、ブースター本体からエネルギー供給を受けられるために威力が高いが、前腕ラッチ、または手で保持した状態よりも射角は制限される。そのほかの武装は、通常のMk-IIと同じものを使用する。
地区大会決勝戦で初陣を飾り、世界大会予選では第3ピリオドで破損したスタービルドストライクの修復が済むまでの繋ぎとして、第6ピリオドまで使用される。世界大会決勝戦前の野試合ではセイがみずから操縦し、レイジのビギニングと対戦する。巨大アリスタ破壊作戦でもセイが操縦する。
機体デザインは海老川兼武が担当。
GPB-X80 ビギニングガンダム
レイジがタケシの指導を受けて製作した初のガンプラ。
ガンダムマーカーと墨入れで簡単に仕上げた素組み作品で、塗装やシールがわずかにはみ出ていたり、ゲート処理が甘い部分が見られる。劇中ではアイラが操縦するコマンドガンダムと協力してCのヘルジオングギャラクシーを撃退するほか、バトル決着後もフェリーニのフェニーチェを痛めつけるアイラのキュベレイパピヨンを止めるために乱入したり、セイの操縦するビルドガンダムMk-IIとの野試合にも使用される。最終話では、レイジを追ってアリアンにやってきたアイラが、忘れ物としてレイジにこのガンプラを手渡す。
SB-011 スターバーニングガンダム
『GMの逆襲』に登場。セイが製作した完全オリジナルのガンプラで、ビルドバーニングの前身となる機体。セイ自身だけでなくレイジが使用することも想定し、さまざまな戦場とバトルスタイルに対応できる超汎用機として完成した。RGシステムも搭載されており、発動時の負荷に対応した構造強化や、粒子貯蔵用の青いクリアパーツが追加されている。システム発動時は、拳に圧縮粒子を込めて放つ必殺技「ハイパースターバーニングナックル」の使用が可能となる。
武装は頭部バルカン砲2門、二つ折り式の銃身による出力と連射性調整機能を備えたビームライフル、両腰のビームサーベル、格闘時にニ分割して両腕に装着可能なシールド。

### ユウキ・タツヤ（メイジン・カワグチ）の使用ガンプラ
MS-06R-AB ザクアメイジング
「HGUC 高機動型ザクII」の改造機。次代のメイジンになるというタツヤの決意が込められた機体であり、「メイジン進行形」という意味を込めて「アメイジング」と名付けられた。一般的に「弱い量産機=やられメカ」とされるザクを愛機に選んだ理由は、改良により多くの高性能機が生み出されている設定から、創意工夫というガンプラのよさを象徴する存在だったためである。さらに、目標であるイオリ・タケシのライバルになりたいという願いから、タケシが使うRX-78 ガンダムのライバル機であるシャア・アズナブル専用ザクと同じ赤に塗装されている。また、タツヤ自身によって「一年戦争中に『紅の彗星』と呼ばれるエースパイロットによって使用されていた」という設定が与えられている。
機体は実弾武装を主体とした重武装・重装甲型で、スケール違いの戦車模型のパーツが多く流用されている。タツヤの高度かつ緻密に計算された改造により、鈍重な外見に似合わない機動性と戦場を問わない汎用性を有している。各部に配置された黒い箱型のパーツは、着弾時に爆発して機体本体へのダメージを軽減するリアクティブアーマーとなっている。
武装は戦車模型の戦車砲を基に製作されたロングライフル、両肩の5連装ロケットランチャー2基、両腰のホルスターに格納されたハンドガン2挺、小ぶりで取り回しに優れたヒートナタ2本。
各部の改造パーツは、支援ユニット「アメイジングブースター」に分離可能。
機体デザインは寺岡賢司が担当。
『トライ』にも登場し、全国大会後のメイジン杯で、タツヤ自らの操縦によりレディが操縦するケンプファーアメイジングとのエキシビジョンバトルを行う。
PPMS-18E ケンプファーアメイジング
PPSE社の研究班が、総力を挙げて製作した「HGUC ケンプファー」の改造機。
三代目メイジン・カワグチを襲名したタツヤに与えられ、第7回世界大会本戦に投入される。高い機動性を実現する新素材の「ハイポリキャップ」、水中でもその機動性を維持可能な「リモーションペイント」など、PPSE社の最新技術が多数投入されており、結果きわめて高いスペックと多機能性を獲得している。
背部に装備された2基の武装コンテナ「アメイジングウエポンバインダー」は機体の推進器も兼ねており、不要になるとデッドウェイト化を避けるために投棄される。脚部のハードポイントにも同型のバインダーを最大2基装備可能。さらにバインダー自体を取り外し、手持ち火器として使うこともできる。
武装であるバインダーに内蔵されたビーム拳銃「アメイジングピストル」は、バレルの追加・交換でより長距離に適応した「アメイジングライフル」「アメイジングロングライフル」としても使用可能。腰のホルスターには接近戦用の「アメイジングナイフ」2振りが収納されている。各武装にはプラフスキー粒子を貯蔵可能なエネルギーパックが内蔵されている。オプション武装としてバインダー内に「アメイジングミニガン」や「アメイジングミサイルランチャー」を収納することもある。
PPGN-001 ガンダムアメイジングエクシア
ケンプファーアメイジングに次いで投入される「HG ガンダムエクシア」の改造機。
PPSE社研究班が保有する宇宙空間施設で製作され、最終調整にはタツヤ自身も参加する。開発時のコード名は「A5」。原典機よりも各部の装甲が鋭利かつ大型化し、やや青の割合が増したカラーリングとなっている。初陣の段階では8割の完成度ながらも、ほかのガンプラを圧倒する性能を発揮する。
原典機の「トランザムシステム」は機体のプラフスキー粒子放出量を増大させることで再現しており、機体性能を通常時の3倍に高めることが可能。ただし、システムの時間制限や終了後の性能低下という弱点も同様に存在するため、使用のタイミングには高度な見きわめが必要とされる。
武装はビームサーベル内蔵のシールドにGNソード改の刀身を組み合わせた「アメイジングGNソード」、両端の装甲が羽のように展開する「アメイジングGNシールド」、GNソードの刀身を手持ち式に改造した「アメイジングGNブレイド」、原典機と同じく両腕に内蔵されたGNバルカン計2門。
決勝戦直前には、強化バックパックユニット「トランザムブースター」を新たに装着。このユニットは増速ブースターとトランザムシステムの安定装置を兼ねており、鳥型の飛行メカとして分離・単独行動も可能となっている。さらに、ブースターの両翼は手持ち剣「トランザムGNブレイド」としても使用可能。
アリスタ暴走事件ではアランによって応急修理され、さらにセイ・レイジとの再戦では、ケンプファーアメイジングの手足と武装が取り付けられる。
PPGN-001 ガンダムエクシアダークマター
マシタと結託したフラナ機関によって改造されたアメイジングエクシア。
改造前とは対照的な黒と赤のカラーリングが特徴で、頭部に追加されたフェイスガードをはじめ、細部の形状も変更されている。トランザムブースターも機体と同様のカラーに塗り替えられ、名称も「ダークマターブースター」に改められている。さらに分離状態の追加武装として、嘴部分にビーム砲を内蔵している。
武装は刀身を撤去したGNソードにビームサーベル兼用のビームバルカンを追加した「ダークマターライフル」、アメイジングGNブレイドをベースとした氷の剣「ブライクニルブレイド」、GNソード改の刀身を手持ち化した炎の剣「プロミネンスブレイド」、ビームサーベルの発生機能が追加された両腕のGNバルカン2門、トランザムGNブレイドの名称を変更した「ダークマターブレイド」。
MSM-07-A アメイジングズゴック
『GMの逆襲』に登場。「HGUC シャア・アズナブル専用ズゴック」の改造機。素体は通常のズゴックだが、両腕がほかの水陸両用機の特性を備えた大型タイプに換装されている。片腕につき2本のヒートロッドを展開した「アッグガイモード」、先端の爪をドリル状に変化させた「アッグモード」、3連装キャノンを展開した「ジュアッグモード」、肘付近から射出式のワイルドカッターを展開した「ゾゴックモード」の4種に変形する。

### 日本国内ファイターの使用ガンプラ
KUMA-03 ベアッガイIII（ベアッガイさん）
コウサカ・チナが使用する「ベアッガイ」の改造機。名称の「III」（さん）はチナが考えたもの。
チナは「ぬいぐるみがガンプラになった」という設定で製作しており、原型機に比べ頭部全体がより大きく、モノアイを廃止した完全なぬいぐるみ風の顔つきで（原型機がテディベアを模した丸い目のようなパーツに対し、こちらは縦に楕円状の形。口パーツは三角状の隙間があいている）、特徴的な丸みのある腕部クローも4つに減らした上で肉球のように配置され、大元のアッガイの面影とはほとんど異なる風貌となっている。装甲内部にはぬいぐるみと同じく本物の綿が詰められており、高い耐衝撃性を得ているとともに、これを外に飛ばして敵を絡め取ることもできる。顔面には新型の液晶モニターが仕込まれており、口の開閉ギミックと合わせてバトル中は目口の表情が豊かに変化するのが特徴。美術部出身であるチナの高い塗装技術により、非常に美しい仕上がりをもつ。
武装は開閉式の口に内蔵されたビーム砲1門と、両腕に内蔵されたビームサーベル兼用のビーム砲2門。背中にはストライカーパック用のコネクターが設置され、蝶結びの赤いリボンを模した「リボンストライカー」を標準装備する。リボンストライカーはチナが独自の解釈を交えて製作した飛行ユニットで、房の部分はスラスター、帯はウイングとして機能する。
本来はバトル用ではないが、キャロラインからの挑戦を受けたチナが、世界大会前でスランプに陥っていたセイの息抜きを兼ねて女性限定ガンプラバトルに使用し、準優勝を遂げる。巨大アリスタ破壊作戦にも参戦する。
機体デザインは海老川兼武が担当。
YMS-15 ギャン
サザキ・ススムが使用する「HGUC ギャン」の改造機。
巻き取り式ワイヤーによる射出機能を備えたミサイルシールドや、ゲルググ用ビームライフルを装備するなど、原典機の弱点だった中・遠距離用の武装が充実している。第7回ガンプラバトル地区予選では、シールドのワイヤーを引っ張ってヨーヨーのように回転させ、内蔵ミサイルを一斉発射する技を披露する。
YMS-15 ギャンギャギャン
サザキが第7回ガンプラバトル地区準決勝にて使用するギャンの改造機。カラーリングがマ・クベのパイロットスーツを模した金と茶色に変更され、ミサイルシールドを両手に装備している。
YMS-15 ギャンバルカン
第7回大会決勝戦前夜祭のイベントバトルでサザキが使用するギャンギャギャンの改造機。
両手のミサイルシールドに加え、両肩にビームサーベルを格納した追加装甲、背部に2門のガトリングを備えた着脱式のパックパックが追加されている。さらにこれらの改造パーツは、専用のコアパーツに組み付けることで支援飛行メカ「ヴァリュアブルポッド」としても運用可能。なお「ヴァリュアブル」とは、原典作品でのギャンのパイロットである「マ・クベ」のセリフ「（あれは）いいものだ」に由来している。カラーリングは原典機と同じ色に戻されている。

MRC-F20 ゴールドスモー
ゴンダ・モンタが使用するスモーの改造機。
左腕シールドに原典機の「IFバンカー」に相当する高出力ビーム砲を持つが、威力と引き換えに次弾発射に時間が掛かるという弱点がある。元のキットにはない、フェイスオープンや足のスパイク展開などの細かいギミックが加えられている。
Concept-X 6-1-2 ターンX
第7回大会決勝戦前夜祭のイベントバトルでゴンダが使用するターンXの改造機。
カラーリングが金色に変更されている以外は原典機と同一形状。原典同様の月光蝶やオールレンジ攻撃システムも備えている。
AGX-04 ガーベラ・テトラ
キララが使用する「HGUC ガーベラ・テトラ」の改造機。
キララがセコンドのファンに作らせた機体だが、完成度はセイも認めるほど高い。キララのイメージカラーである濃淡のピンクに塗装されている。キットでは再現されていないビームサーベルの格納・展開ギミックが仕込まれている。第7回大会決勝戦前夜祭では、キララが自分で製作した機体も登場。こちらはブレードアンテナが追加されるなど若干の改造が施されている。
GX-9901-DX ガンダムダブルエックス
カトウが使用する「HGAW ガンダムダブルエックス」の改造機。
カラーリングが金色主体に変更された以外は原典機と同一で、「フラッシュシステム」に相当する12機のGXビットの遠隔操作機能を有している。
アプサラスIII
辰造が使用するアプサラスIIIの改造機。
原典機の巨大さ・圧倒的な火力に加え、特殊塗装によるIフィールドやアッザムのアッザムリーダーなどの追加改造が施されているなど、辰造の元世界大会出場者としての技量が込められた機体となっている。
騎士ガンダム（ナイトガンダム）
ヤジマ・キャロラインが使用する「レジェンドBB 騎士ガンダム」の改造機。
作中では数少ないSDガンダム系のガンプラで、作成にはヤジマ商事がスポンサーとなったニルスが深く関与している。金属的なメタリック塗装や布製のマントなど、本物の鎧に近い質感を再現しているほか、元のキットでは差し替え式だったケンタウロス形態への完全変形機能が組み込まれている。
フルアーマー騎士ガンダム
巨大アリスタ破壊作戦でキャロラインが使用するガンプラ。原典作品における「三種の神器（炎の剣、力の盾、霞の鎧）」を装備している。

GF13-050NSW ノーベルガンダム・デコ
イマイ・アリスが使用する「HGFC ノーベルガンダム」の改造機。
アリスのコスチュームと同じ緑基調のカラーリングに塗装されている。原典機と同様のバーサーカーシステムを搭載している。
RX-78-2 ガンダム
イオリ・タケシが第2回ガンプラバトル選手権で使用していたガンプラ。
丁寧な基本工作とウェザリング塗装を施している以外はほぼノーマルの「HGUC ガンダム」だが、タケシ自身の高い操縦技術によりフル改造のガンプラを圧倒するほどの強さを発揮する。
PF-78-1 パーフェクトガンダム
巨大アリスタ暴走事件でタケシが使用するガンプラ。背部のキャノン砲は、一撃でコロニーレーザー砲のコアを破壊する威力をもつ。
MS-07R-35 グフR35
ラルさんが自身の技術のすべてを投じて製作したグフの改造機。
バックパックと脚部のスラスターを増設強化し、陸上だけでなく宇宙空間でも戦えるように改造されている。型式番号および機体名の「R」はラルさんのイニシャル、または宇宙用MSの高機動型ザクIIやリック・ドムの型式番号、「35」はラルさんの自称年齢に由来する。
武装は両手にシールドと5連フィンガーバルカン、脚部側面にヒートサーベルを各2つずつ装備。フィンガーバルカンは、ほかの武装の保持に支障が出ないように通常のマニピュレーターの上に外付けされているが、これ自体も手としての機能をある程度有している。
ヒートロッドは原典機と同じく右腕のみの装備となっているが、珍庵製作のマスターガンダムとの合体技で、機体を高速回転させながら振るうことで巨大な竜巻を作り出すことができる。
現実で発売中のHGBFキットでは、原典作品でランバ・ラルが背負っていたパーソナルジェットに似た形状の追加推進ユニット（劇中未使用）が付属する。
GF13-001NHII マスターガンダム
珍庵が使用する「HGFC マスターガンダム」の改造機。
両肩と腰、両膝のアーマーが金色に塗装されている以外は形状的な変化はないが、ラルさんのグフR35とともにモックの大軍を一蹴する強さを発揮する。

### 日本国外ファイターの使用ガンプラ
OZ-00MSVa トールギス・ワルキューレ
グレコ・ローガンが第7回大会用に製作したトールギスの改造機。ミリタリーグリーンのカラーリングが特徴で、トールギスIIIのメガキャノンを装備している。
JDG-00X / JDG-009X デビルガンダム
ガウェインの使用するデビルガンダムの改造機。下半身の一部が開閉式となり、内部に高威力のビーム砲を搭載しているが、原典機のような自己修復機能は有していない。
NZ-333 α・アジール
カルロス・カイザーが使用するα・アジールの改造機。第6回世界大会における優勝機体でもある。基本武装は原典機と差異はないが、カラーリングは紫に統一されている。

### 第7回ガンプラバトル世界選手権本戦出場者の使用ガンプラ
GX-9999 ガンダムX魔王（ガンダムエックスまおう）
ヤサカ・マオが使用する「HGAW ガンダムX」の改造機。
配色は原典機と同じものの、各部に推進器とエネルギー変換装置を兼用した「リフレクトスラスター」をもつ。「魔王」という名称は、本機の絶大な攻撃力にマオの名前をひっかけたダブルミーニング。主砲の「ハイパーサテライトキャノン」は原典機以上の破壊力を発揮するだけでなく、砲身の接続方法の変更により自在な射角や射撃姿勢を取れる。リフレクトスラスターは太陽光パネルで加工しており、それにより周囲の粒子を集められるため、原典作品での発射可能条件である「月が（空に）出て」いなくても使用可能。また、リフレクトスラスターからプラフスキー粒子を圧縮し、衝撃波のように繰り出す攻撃も可能。背部のエネルギー充填用リフレクターの収納方法も、原典機のL字型からV字型に変更されている。
そのほかの武装はキット付属のシールドバスターライフルと大型ビームソードに加え、通常サイズのビームサーベル、両脚ハードポイントに装着される小型バルカンポッドとミサイルポッドを装備する。決勝トーナメント初戦では、太陽光パネルとサテライトシステムを同時使用し、長大な赤いビームサーベルを形成する「魔王剣」という奥義を披露する。
機体デザインは石垣純哉が担当。
GX-999910 ガンダムX十魔王（ガンダムエックスじゅうまおう）
『GMの逆襲』に登場。X魔王の発展機。背部リフレクターの4枚すべてをサテライトキャノンの砲身とした「Xキャノン」に加え、頭部中央、両肩、両手甲、両掌、両フロントアーマー、両サイドアーマー、両膝、両すね側面、両つま先の計17か所に小型の「ビームデバイス」を内蔵。全砲門を集中させたフルバースト射撃は、巨大な剣のごとくすべてを斬り裂き破壊する。
XM-X9999 クロスボーンガンダム魔王
マオが世界大会での経験をもとに、GX魔王の機能を追加して製作したクロスボーン・ガンダムX1の改造機。
胸部中央の髑髏レリーフが大型化し、各部の装甲や背部フレキシブルスラスターにリフレクトスラスターが配置されている。本来の原典機のサイズからGX魔王よりも小型の機体となっているが、パワー自体はむしろ向上している。主砲のハイパーサテライトキャノンはより強力な「スカルサテライトキャノン」となり、髑髏の口を大きく開いて発射する方式を採用している。
通常戦闘時の新規武装として、ビーム砲とビームサーベルの機能をあわせもつ大腿骨状の「クロスボーン ガン&ソード」を2基装備。そのほかの武装は、両腕のブランドマーカーが撤去された以外は原典機と同様。
XXXG-01Wf ウイングガンダムフェニーチェ
リカルド・フェリーニが使用する「HGAC ウイングガンダム」の改造機。
フェリーニが幼少時から思い入れのあるガンプラであり、度重なるバトルと修復の末に、背部ウイングを左側に寄せた左右非対称の形状となった。この結果、バード形態への変形機構は廃止され、機体の重心バランスも損なわれているが、フェリーニはこれを逆手に利用することでトリッキーな機動を実現している。頭部右側のアンテナと耳当てには過去のバトルで受けた損傷がそのまま残されており、カメラアイは右目がピンク、左目が緑のオッドアイ状になっている。「フェニーチェ」はイタリア語で「不死鳥」を意味し、カラーリングもイタリア国旗を模した緑・白・赤のトリコローレとなっている。
武装は、背部右側に懸架された縦列2連装式の「バスターライフルカスタム」は大小の銃に分割して使用することも可能。左腕に懸架された近接用装備「ビームレイピア」の柄はビームマシンガンとして機能する。左肩に内蔵された防御用「ビームマント」は腕に巻き付けることで殴打にも利用できる。右肩にはビームガンが内蔵されている。機体自体には、原典機と同様に自爆装置も装備している。
変形機構廃止により低下した移動力は、1輪バイク型の専用サポートマシン「メテオホッパー」に搭乗することで補われる。基本的に陸上用のマシンだが、飛行形態への変形機構も備えている。飛行形態時は、ドダイYSのように直立状態で搭乗する。原典機のバード形態と同じく、機首先端にバスターライフルを装着して使用することが可能で、左右のバインダーにはエネルギー供給用のパワータンクも内蔵されている。また、機首は取り外すことで手持ちのシールドとしても使える。
機体デザインは海老川兼武が担当。
XXXG-01Wfr ガンダムフェニーチェリナーシタ
キュベレイパピヨンとのバトルで破壊されたフェニーチェを全面改修した機体。「ウイングガンダムにマークIIが存在したら?」というコンセプトで製作され、左右非対称だった部分をすべて対称形かつ鋭角に形状変更し、バード形態への変形機構も復活している。頭部はツインアイが再びグリーン一色となり、フェイスマスクはスリットのない形状となっている。改造パーツ自体は早期に製作されていたため、ほとんど全壊状態だったにもかかわらず短時間で完成させることができた。
バスターライフルカスタムは、サブライフルがさらにハンドライフルとビームサーベルに分離する機能が追加され、サーベルはそのまま銃剣としても使用可能となっている。バード形態時は、メインライフルとサブライフルを分割してそれぞれ左右の腕に懸架する。変形機構の復活によって削除されていたシールドも、より大型で鋭利な「リナーシタウイングシールド」として再度装備され、ビームマントは右肩にも増設されている。ビームレイピアは原典機純正のビームサーベルに変更されている。バード形態用の装備として、ウイングに追尾式のミサイルを内蔵している。
XXXG-01Wfl ガンダムフェニーチェリベルタ
『GMの逆襲』に登場。リナーシタをベースとした陸戦仕様。「リベルタ」はイタリア語で「自由」を意味する。ウイングの取り付け位置が腰背部に変更されているのが特徴で、メテオホッパーの機能を継承した3輪バイク形態「メテオホッパーモード」に変形する。ホッパーモード時は3輪すべてがビームタイヤとなり、敵の攻撃をはじいたり、攻撃に転用することもできる。
侍ノ弐 戦国アストレイ頑駄無（せんごくアストレイガンダム）
ニルス・ニールセンが使用する「SEED HG ガンダムアストレイ レッドフレーム」の改造機。日本武道の心得があるニルスの戦法に合わせ、甲冑武者のような形状をもつ。
主武装は、両肩の大袖状の装甲に装備された二振りの日本刀「菊一文字」と「虎徹」。実体の武器ゆえに元の攻撃力はビームサーベルに劣るが、粒子変容塗料が刀身に塗ってあり、ニルスの持つプラフスキー粒子の知識と武術の技量を組み合わせることで、フィールドの粒子帯に合わせることで敵のビームを斬り裂いたり、斬撃を衝撃波のように飛ばすこともできる。肩の装甲自体も隠し腕として変形・機能し、固定していた刀をそのまま使うこともできる。背中には取り外して手持ち可能な「鬼の盾」を持つ。
プラフスキー粒子を掌から相手の機体に送り込む、中国武術の発勁を模した「粒子発勁」（りゅうしはっけい）という技をもつ。
アリスタ暴走事件では斧と木槌を装備。
機体デザインは阿久津潤一が担当。
忍ノ参 忍パルスガンダム（にんパルスガンダム）
『GMの逆襲』に登場。ニルスが使用する「HGCE フォースインパルスガンダム」の改造機。侍をモチーフとした戦国アストレイに対して、こちらは忍者の意匠を取り入れている。背部の大型バックパックは、ビームサーベルと銃口を備えた大翼と小翼4枚ずつで構成されており、大型マントとして機体の周囲に展開することで、防御力と隠密性を高めることができる。また、高い粒子制御能力によって、バトルフィールド内では忍術のような技も繰り出すことが可能とされる。
武装は、粒子に反応するクリア素材で形成された両腕の実体剣「幻影胡蝶剣（げんえいこちょうけん）」、腰アーマーが変形した「剛力圧塵（パワーアックス）」、バックパックを変形させた大型手裏剣「天空十字剣（てんくうじゅうじけん）」。
NMX-004 キュベレイパピヨン
「ネメシス」がアイラ・ユルキアイネン専用機として用意した「HGUC キュベレイ」の改造機。
後部ショルダーバインダーが下方に垂れ下がり、前部バインダーと合わせて蝶（パピヨン）のようなシルエットを形成している。
武装は原典機と同型のビームガン兼用型ビームサーベル2基、後部コンテナにファンネルビット射出口10基を備え、無線誘導も可能なライフル内蔵の槍「ランスビット」を新規に装備する。原典機と同様に、ファンネルを駆使したオールレンジ攻撃で無敵の強さを発揮する。ファンネルはクリア素材を使用したクリアファンネルに加え、原典機と同様の実体型ファンネルを備える。
AC-01 ミスサザビー
「ネメシス」脱退後のアイラが、チナの協力を受けてみずから製作した「HGUC サザビー」の改造機。
赤く骨太な原典機とは対照的に、白を基調とした細い女性的な体型をしている。「ネメシス」時代のアイラのバトル経験が反映されており、初めて製作した改造ガンプラでありながらも高い完成度をもつ。キュベレイパピヨンのオールレンジ攻撃機能を継承しつつ、機体の軽量化や推進器の増設によって近接格闘時の機動性が向上している。
武装は原典機の腹部拡散メガ粒子砲と手持ちのビームサーベル2基に加え、ビーム・トマホークのグリップを握り懐剣状に改造した「スイートソード」、原型機のフロントスカートアーマーを転用した「スイートシールド」、スイートシールド側面に懸架されたツイン・ビームサーベル、両つま先に内蔵された固定型ビームサーベル2基、リアスカートアーマー内のコンテナに格納されたファンネル多数。
SDV-04 コマンドガンダム
レイジとともにタケシの強引な指導に巻き込まれたアイラが、初めて製作したガンプラ。「レジェンドBB コマンドガンダム」をほぼ素組みで仕上げた作品だが、アイラのもともとの筋のよさからレイジのビギニングよりも出来は上。Cのヘルジオングギャラクシーに苦戦するレイジのビギニングを援護する。
『手紙〜6 years later〜』にてチナがこれを手元に置いている。
RGM-79K9 ジムスナイパーK9（ジムスナイパー ケーナイン）
レナート兄弟が決勝トーナメントで使用するジムスナイパーIIの改造機。
各部に施された追加装甲に加え、多数の隠し機能を有している。基本は狙撃用だが、レナート兄弟の緻密な戦略によって従来のガンプラバトルのセオリーにはない戦いを展開する。さらに最後の切り札として、ブルーディスティニーシリーズの「EXAMシステム」を搭載している。システム発動時は頭部センサーが赤く発光し、機体性能が飛躍的に向上する。
武装は原典機の付属武装に加え、機体の全高を超える大きさをもつ200mmビームスナイパーライフル、大腿部ホルスターに拳銃型の20mmビームガンを2挺、右肩のホルダーにヒートナイフを新たに装備する。
バックパックは、ビームスナイパーライフルと合体することで自律行動型の4足歩行メカ（自走砲）「K9ドッグパック」（通称・ハウンド）に分離・変形し、機体本体と連携した多彩な戦術を展開可能。さらにK9ドッグパックの後部はホバークラフト型の兵員輸送車として分離することが可能で、内部には小型のジオン兵フィギュア部隊「ブラッド・ハウンド隊」を収容している。このフィギュアたちも個別行動が可能で、背中のパーソナルジェットで敵に接近し、爆弾を仕掛けるなどといった破壊工作を得意とする。
MSM-03C ハイゴッグ
レナート兄弟が使用するハイゴッグの改造機。緑基調のカラーリングに加え、ジオン軍における隊長機を示すブレードアンテナを装備している。
TMF/T バクゥタンク
レナート兄弟が世界大会第7ピリオドで使用するバクゥの改造機。
後脚がホバリングスラスターを備えた無限軌道に変更されており、悪路でも高い走破力を持つ。巡航時は前足を上げて上体を起こした（犬芸のチンチンに似た）姿勢を取り、高速移動時は上体を伏せてスラスターを後方に向ける。ミサイルや関節アームに接続されたビーム砲兼ビームサーベルなど、武装も強化されている。
ZM-D11GRB アビゴルバイン
ルワン・ダラーラが使用するアビゴルの改造機。
頭部の角が二股に分かれた形状となり、紫系のカラーに塗装されている。同スケールのガンプラよりも一回り大型でパワーに優れており、原典機の変形機構も健在である。
武装も頭部ビームカッター、両肩ミサイルランチャー、腕部ビーム砲、ビームカタールと遠近距離問わず豊富で、変形時の腕部からは翅状のビームが出力される。
MS-14 ゲルググ
ライナー・チョマーの使用するゲルググの改造機。スモーの飛行ユニットを装備している。
ガウ攻撃空母
チョマーが世界大会第2ピリオドにて使用する機体。原典機と同じく、ほかのガンプラ数機を格納できるほどの巨体に加え、多数の爆弾を備えている。外装には対ビームコーティングが施されており、フェニーチェのバスターライフルの砲撃を防ぐ堅牢さをもつ。
JMA-0530 ウォドム
チョマーが世界大会第3ピリオドにて使用するウォドムの改造機。
D50C ロト
チョマーが世界大会第7ピリオドで使用するロトの改造機。
MA-04X ザクレロ
チョマーが世界大会決勝戦前夜祭で使用するザクレロのオリジナルカラー機。『GBF-T』の時代では、「ライナー・チョマーカラーVer.」として一般商品化されている。
F91 ガンダムF91イマジン
ジュリアン・マッケンジーがガンプラ塾時代から使用している「HGUC ガンダムF91」の改造機。
上半身の一部が赤く塗装されているが、形状は原典機と同じ。度重なるバトルで各部の関節が摩耗しているが、ジュリアンの操縦技術と相まってタツヤのアメイジングエクシアとも互角に渡り合う性能を発揮する。原典機と同じく各部の冷却機構を露出させた限界稼動モードに変化するが、頭部フェイスカバー内のダクトに攻撃用のビーム砲を内蔵している点が異なる。限界稼動時に発生する物理分身効果（質量をもった残像）は表面の塗装を剥離させることで再現しており、複数の残像体とともに繰り出す高速連続攻撃「バックジェットストリーム」を最大の切り札とする。

### そのほかのガンプラ
MS-06F ザクII
コンピュータ操作による無人訓練機としてバトルシステム内に格納されていた、メガサイズモデルのザクII。外見や武装は通常の量産型ザクと変わらないが、48分の1スケールの巨体を活かした圧倒的パワーと火力を発揮する。レイジの脱落を目論むマシタの指示により、世界大会第2ピリオドのバトルロワイヤルフィールドに突如乱入する。参加者のガンプラたちを蹂躙し、バトルフィールドを大混乱に陥れるが、レイジやほかのファイターたちとの共闘によって撃破される。
MSN-02MR ヘルジオング マリーン
Cがレイジを脱落させるべく使用するジオングの改造機。水中戦に特化した機体で、鋭い爪状のマニピュレーターや、スカート下部にメガ粒子砲内蔵のクローアーム3本と触手状のヒートロッド4本をもつ。頭足類の足のごとく自在に動くアームとロッドで敵を絡め取り、水中に引きずり込む戦法を得意とする。カラーリングは紫。
MSN-02GA ヘルジオング ギャラクシー
Cがレイジへの報復バトルで使用する機体。こちらは宇宙戦に特化した機体で、下半身に有線操作式のクローアーム2本を装備する。両腕も原型機と同一形状の有線式アームとなり、下半身のクローも併用したオールレンジ攻撃を得意とする。カラーリングはマリーンと同じ。
モック
PPSE社がコンピューター戦用の無人機として開発した機体で、世界大会後の一般市販が予定されていた商品。ほかのガンプラと違ってベースとなる原典機がないオリジナル機体で、劇中のキャラクターたちからは「ガンプラもどき」「パチモン」と形容され不評を買う。単眼をもつ半球型を基本として、複数の頭部バリエーションが存在する。武装は既存のガンプラから流用可能。最終話のアリスタ暴走事件では多数の機体がセイたちの前に立ちはだかるが、エピローグではアリアンに戻ったマシタとベイカーが街中で本機を売りさばく姿が描かれている。
ドムドム
最終話エピローグにて、珍庵が「自由な発想で作ったガンプラ」として登場。頭部はドム、両腕はザクII、上半身はストライクガンダム、バックパックはIWSP、腰と脚部はマスラオのパーツが使用され、メタリックレッドを主体としたカラーリングとなっている。
本機はセイ役の声優の小松未可子が『ガンダムブレイカー』を使ってデザインしたもので、監督の長崎健司の計らいにより劇中への登場を果たした。このことに感激した小松は、自身のツイッターで本機の登場に言及している。

### オリジナルモビルスーツ選手権からのゲストガンプラ
『GBF』シリーズのガンプラ発売に合わせて現実に行われたイベント「オリジナルモビルスーツ選手権」の各コースで入賞し、アニメ本編にゲスト出演する権利を得たガンプラたち。
XXXG-01D ガンダムデスサイズ
『ガンダムトライエイジ』コース優勝作品。ガンダムデスサイズの改造機。赤い塗装が施されている。世界大会決勝戦前夜祭でチョマーのウォドムに勝利する。
ズサ・ストーム
ガンプラコース優勝作品。ズサの改造機。大砲2門とビット兵器を増設し、ブースターポッドのミサイルランチャーが腕部と肩の端に移設されている。世界大会決勝戦前夜祭でチョマーのザクレロに勝利する。
ベンケイ
『ガンダムブレイカー』コース優勝作品。複数の機体を組み合わせたオリジナル改造機。『機動戦士ガンダム0080 ポケットの中の戦争』の主人公「アルフレッド・イズルハ」に似た人物が操縦する。世界大会決勝戦前夜祭に登場。
クレオパトラガンダム、グラハムガンダム、パゴスガンダム、アルティメットガンボール、ノイエス・ゼアグート、ズゴックD（ドラゴン）、殺駆F2000改、オーガマラサイ、ガンダムミアリオン・セラフ、アームド・ユニコーン、スモー・バーガンディ、憎悪獄苦（ゾゴック）
オリジナルMS選手権で特別賞を受賞したガンプラたち。自由な発想にもとづいて珍庵師匠が作成したガンプラとして登場する。

### 『GMの逆襲』の敵ガンプラ
RGMGM-79 GM/GM（ジムジム）
ガンプラマフィアが使用するジムのカスタム機。従来のジムよりも細い体型が特徴で、可動性能が極限まで追求されている。一方で量産性の高さは維持されており、ファイターの好みに合わせた改造が容易な設計となっている。頭部は通常のジムヘッドのほかに、センサーと通信機能を強化した指揮官用のジム・カスタムヘッド、『機動新世紀ガンダムX』に登場する無人MS「Gビット」を模した「D.O.M.E.ヘッド」が用意されている。基本武装は通常のジムと同じ。
MSMGM-07 ジムズゴック
Eが使用するGM/GMの改造機。上半身にズゴックタイプの外装をかぶせた水陸両用型で、この外装は自由に着脱可能。
武者頑駄無真悪参（ムシャガンダムマークスリー）
ネネネが使用する「レジェンドBB 武者頑駄無真悪参」の改造機。
NRX-055 バウンド・ドック
ガウェイン・オークリーが使用する「バウンド・ドック」の改造機。黄金のカラーリングに加え、装甲表面にダイヤモンドコーティングを施している。装甲はバスターライフルの直撃を受けても傷一つつかないほどの防御力を有しているが、フレームやスカートの内部まではコーティングが施されておらず、MA形態では下方からの攻撃が弱点となる。
MRXGM-009 サイコジム
マシタ・ミキオが使用する「HGUC サイコガンダム」の改造機。頭部がゴーグル状のジムタイプとなり、機体色も赤系統に変更されている。原典機のモビルフォートレス(MF)形態への変形機構も健在で、頭部を収納することで脳波伝導フィールドを形成し、それ自体が巨大なサイコミュ兵器として機能する。武装は原典機と同様のものに加え、頭部にサイコガンダムMk-IIと同型のレフレクタービットを内蔵している。

## スタッフ
|                               | TVシリーズ                                             | GMの逆襲                                               |
| ----------------------------- | ------------------------------------------------------ | ------------------------------------------------------ |
| 企画                          | サンライズ                                             | サンライズ                                             |
| 原作                          | 矢立肇、富野由悠季                                     | 矢立肇、富野由悠季                                     |
| シリーズ構成                  | 黒田洋介                                               | 黒田洋介                                               |
| キャラクターデザイン          | 大貫健一                                               | 大貫健一                                               |
| キャラクターデザイン協力      | ヤスダスズヒト                                         | ヤスダスズヒト                                         |
| メカニックデザイン            | 大河原邦男、阿久津潤一、石垣純哉、海老川兼武、寺岡賢司 | 大河原邦男、阿久津潤一、石垣純哉、海老川兼武、寺岡賢司 |
| チーフメカアニメーター        | 有澤寛、金世俊                                         | 有澤寛                                                 |
| 美術デザイン                  | 中島美佳                                               | 中島美佳                                               |
| 美術監督                      | 佐藤歩                                                 | 近藤由美子                                             |
| デザインワークス              | 海老川兼武                                             | 海老川兼武                                             |
| 色彩設計                      | 菊地和子                                               | 菊地和子                                               |
| 音響監督                      | 三間雅文                                               | 三間雅文                                               |
| 撮影監督                      | 後藤春陽                                               | 後藤春陽                                               |
| 編集                          | 野尻由紀子                                             | 野尻由紀子                                             |
| CGディレクター                | 宮原洋平                                               | 宮原洋平                                               |
| 音楽                          | 林ゆうき                                               | 林ゆうき                                               |
| 音楽プロデューサー            | 木村憲一郎、斎藤滋、山田智子                           | 木村憲一郎、山田智子                                   |
| 助監督                        | 角田一樹                                               | N/A                                                    |
| エグゼクティブ プロデューサー | 佐々木新、出原隆史                                     | 佐々木新、出原隆史                                     |
| 企画プロデューサー            | 志田香織                                               | N/A                                                    |
| 制作協力                      | ADK                                                    | N/A                                                    |
| プロデューサー                | 白石誠（テレビ東京）、小川正和                         | 小川正和                                               |
| 監督                          | 長崎健司                                               | 長崎健司                                               |
| 製作                          | テレビ東京、創通、サンライズ                           | 創通、サンライズ                                       |

## 主題歌
オープニングテーマ
「ニブンノイチ」（第2話 - 第13話）
作詞・作曲・歌 - BACK-ON / Produce - JIN
第1話ではエンディングテーマとして、第24話では挿入歌として使用。
「wimp ft. Lil' Fang (from FAKY)」（第14話 - 第24話）
作詞・作曲 - BACK-ON / 歌 - BACK-ON & Lil' Fang (from FAKY)
第25話ではOPとして使わない代わりに挿入歌として使用。

エンディングテーマ
「Imagination > Reality」（第2話 - 第13話）
作詞・歌 - AiRI / 作曲・編曲 - 宮崎京一
「半パン魂」（第14話 - 第25話）
作詞・作曲・編曲 - 前山田健一 / 歌 - ヒャダイン

挿入歌
「ガンプラ☆ワールド」（第4話、第23話）
作詞 - 黒田洋介 / 作曲 - NARASAKI / 編曲 - Sadesper Record / 歌 - キララ（悠木碧）

GMの逆襲
「Carry on」
作詞 - TEEDA / 作曲・編曲 - KENJI03 / 歌 - BACK-ON

## 各話リスト
| 話数                                | サブタイトル                        | 絵コンテ                 | 演出              | 作画監督                | 作画監督              | 放送日 配信日  |
| 話数                                | サブタイトル                        | 絵コンテ                 | 演出              | キャラクター            | メカニック            | 放送日 配信日  |
| ----------------------------------- | ----------------------------------- | ------------------------ | ----------------- | ----------------------- | --------------------- | -------------- |
| 第1話                               | セイとレイジ                        | 長崎健司                 | 長崎健司          | 大貫健一                | 有澤寛                | 2013年 10月7日 |
| 第2話                               | 紅の彗星                            | 増井壮一 長崎健司        | 綿田慎也          | 千葉道徳                | 金世俊                | 10月14日       |
| 第3話                               | フルパッケージ                      | 角田一樹                 | 角田一樹          | しんぼたくろう          | 阿部宗孝              | 10月21日       |
| 第4話                               | ガンプラアイドル キララ☆            | 酒井和男                 | 酒井和男          | 松川哲也                | 久壽米木信弥          | 10月28日       |
| 第5話                               | 最強ビルダー                        | 大塚健                   | 孫承希            | 池田佳代                | 大塚健                | 11月4日        |
| 第6話                               | 戦う理由                            | 寺岡巌                   | 南康宏            | 森下博光                | 進藤ケンイチ          | 11月11日       |
| 第7話                               | 世界の実力                          | 大久保朋 長崎健司        | 大久保朋 角田一樹 | 千葉道徳                | 大張正己              | 11月18日       |
| 第8話                               | 逢戦士たち                          | 綿田慎也                 | 綿田慎也          | 大貫健一                | 有澤寛                | 11月25日       |
| 第9話                               | 想像の翼                            | 酒井和男                 | 酒井和男          | 松川哲也                | 牟田口裕基            | 12月2日        |
| 第10話                              | 開幕！世界大会                      | 芦野芳晴                 | 孫承希            | しんぼたくろう          | 金世俊                | 12月9日        |
| 第11話                              | ロワイヤル                          | 寺岡巌                   | 角田一樹          | 池田佳代 松川哲也       | 阿部宗孝 久壽米木信弥 | 12月16日       |
| 第12話                              | ディスチャージ                      | 大塚健                   | 南康宏            | 森下博光                | 大塚健                | 12月23日       |
| 第13話                              | バトルウェポン                      | 酒井和男                 | 名取孝浩          | 千葉道徳                | 進藤ケンイチ          | 2014年 1月6日  |
| 第14話                              | 暗号名C                             | 西澤晋                   | 大久保朋 角田一樹 | しんぼたくろう          | 有澤寛                | 1月13日        |
| 第15話                              | 戦士のかがやき                      | 芦野芳晴                 | 孫承希            | 大貫健一                | 大張正己              | 1月20日        |
| 第16話                              | 再会、父よ？                        | 酒井和男                 | 角田一樹          | 松川哲也                | 金世俊                | 1月27日        |
| 第17話                              | 心の形                              | 綿田慎也                 | 綿田慎也          | 池田佳代                | 阿部宗孝              | 2月3日         |
| 第18話                              | ブラッド・ハウンド                  | 西澤晋                   | 南康宏            | 森下博光                | 進藤ケンイチ          | 2月10日        |
| 第19話                              | アストレイの刃                      | 酒井和男                 | 酒井和男          | 千葉道徳                | 牟田口裕基            | 2月17日        |
| 第20話                              | 裏切りのアイラ                      | 西澤晋                   | 孫承希            | しんぼたくろう          | 久壽米木信弥          | 2月24日        |
| 第21話                              | きらめく粒子の中で                  | 大塚健                   | 大久保朋 角田一樹 | 松川哲也                | 大塚健                | 3月3日         |
| 第22話                              | 名人VS名人                          | 狩田豪也                 | 角田一樹          | 池田佳代 赤井方尚       | 阿部宗孝              | 3月10日        |
| 第23話                              | ガンプラ・イブ                      | 酒井和男 大張正己 西澤晋 | 綿田慎也          | 森下博光 大籠之仁       | 大張正己              | 3月17日        |
| 第24話                              | ダークマター                        | 大塚健                   | 南康宏            | 千葉道徳 しんぼたくろう | 金世俊                | 3月24日        |
| 第25話                              | 約束                                | 長崎健司 寺岡巌          | 長崎健司 大久保朋 | 大貫健一 池田佳代       | 有澤寛                | 3月31日        |
| ガンダムビルドファイターズ GMの逆襲 | ガンダムビルドファイターズ GMの逆襲 | 亀井治 西澤晋 大張正己   | 孫承希 池野昭二   | 大貫健一 戸井田珠里     | 有澤寛                | 2017年 8月25日 |

- 2013年12月30日は『所さんのビックリ村!〜こんなトコロになぜ?〜』（18:00 - 20:54）放送のため休止。

## 放送局
| 放送期間                                             | 放送時間                           | 放送局             | 対象地域       | 備考                         |
| ---------------------------------------------------- | ---------------------------------- | ------------------ | -------------- | ---------------------------- |
| 2013年10月7日 - 2014年3月31日                        | 月曜 18:00 - 18:30                 | テレビ東京         | 関東広域圏     | 製作局                       |
|                                                      |                                    | テレビ北海道       | 北海道         |                              |
|                                                      |                                    | テレビ愛知         | 愛知県         |                              |
|                                                      |                                    | テレビ大阪         | 大阪府         |                              |
|                                                      |                                    | テレビせとうち     | 岡山県・香川県 |                              |
|                                                      |                                    | TVQ九州放送        | 福岡県         |                              |
| 2013年10月9日 - 2014年4月2日                         | 水曜 22:00 - 22:30                 | AT-X               | 日本全域       | CS放送 / リピート放送あり    |
| 2013年10月13日 - 2014年4月6日                        | 日曜 19:00 - 19:30                 | BS11               | 日本全域       | BS放送 / 『アニメ+』枠       |
| 2013年11月23日 - 2014年3月29日 2014年4月3日 - 5月8日 | 土曜 9:30 - 10:00 木曜 8:00 - 8:30 | テレビ和歌山       | 和歌山県       |                              |
| 2014年7月21日 - 8月22日                              | 月曜 - 金曜 10:00 - 10:30          | アニマックス       | 日本全域       | BS/CS放送 / リピート放送あり |
| 2015年4月25日 - 10月10日                             | 土曜 1:35 - 2:05（金曜深夜）       | 奈良テレビ         | 奈良県         |                              |
| 2018年9月3日 - 10月5日                               | 月曜 - 金曜 20:00 - 20:30          | キッズステーション | 日本全域       | BS/CS放送                    |
| テレビ東京系列の地上波6局では字幕放送を実施。        |                                    |                    |                |                              |

| 配信期間                      | 配信時間        | 配信サイト         | 備考      |
| ----------------------------- | --------------- | ------------------ | --------- |
| 2013年10月7日 - 2014年3月31日 | 月曜 19:00 更新 | バンダイチャンネル |           |
|                               | 月曜 21:00 更新 | 番組公式サイト     | [ 注 43 ] |

| 配信日                              | 配信時間        | 配信サイト |
| ----------------------------------- | --------------- | --- |
| 2017年8月25日                       | 金曜 12:00 配信 | ガンダムファンクラブ バンダイチャンネル Amazonプライム・ビデオ Amazonビデオ 作品公式サイト dアニメストア バンダイ ホビーサイト PlayStation Video GYAO!ストア DMM.com アクトビラ Google Play Store Rakuten TV TSUTAYA TV ビデオマーケット minto HAPPY!動画 ムービーフル OnGenムービー |
| 各サイト配信開始から1週間無料配信。 |                 | |

### 日本国外での放送
時間帯は全て現地時間。
香港
2014年3月3日から8月18日無綫電視翡翠台にて、『高達創戰者』のタイトルで毎週月曜日17:20-17:50に放送。広東語 & 日本語二ヶ国語放送、繁体字字幕あり。
TVB兒童台
台湾
2014年3月7日から8月22日東森幼幼台にて、『鋼彈創鬥者』のタイトルで毎週金曜日17:00-17:30に放送。

## BD / DVD
| 巻 | 発売日        | 収録話          | 規格品番   | 規格品番   |
| 巻 | 発売日        | 収録話          | 初回限定版 | 期間限定版 |
| -- | ------------- | --------------- | ---------- | ---------- |
| 1  | 2014年3月26日 | 第1話 - 第12話  | BCXA-0813  | BCXA-0811  |
| 2  | 2014年6月20日 | 第13話 - 第25話 | BCXA-0814  | BCXA-0812  |

| 巻 | 発売日         | 収録話          | 規格品番  |
| -- | -------------- | --------------- | --------- |
| 1  | 2013年12月25日 | 第1話 - 第2話   | BCBA-4583 |
| 2  | 2014年1月29日  | 第3話 - 第4話   | BCBA-4584 |
| 3  | 2014年2月21日  | 第5話 - 第7話   | BCBA-4585 |
| 4  | 2014年3月26日  | 第8話 - 第10話  | BCBA-4586 |
| 5  | 2014年4月25日  | 第11話 - 第13話 | BCBA-4587 |
| 6  | 2014年5月28日  | 第14話 - 第16話 | BCBA-4588 |
| 7  | 2014年6月20日  | 第17話 - 第19話 | BCBA-4589 |
| 8  | 2014年7月25日  | 第20話 - 第22話 | BCBA-4590 |
| 9  | 2014年8月27日  | 第23話 - 第25話 | BCBA-4591 |

### 映像特典
第1作Blu-ray BOX収録の映像特典ショートアニメ。
- 脚本 - 黒田洋介
- 絵コンテ・演出 - 角田一樹
- SDキャラクターデザイン - 千葉道徳

| 収録巻        | サブタイトル            | 作画監督 |
| ------------- | ----------------------- | -------- |
| Blu-ray BOX 1 | SD騎士ファイターズ 前編 | 千葉道徳 |
| Blu-ray BOX 2 | SD騎士ファイターズ 後編 | 千葉道徳 |
| Blu-ray BOX 2 | 〜手紙 6 years later〜  | 大貫健一 |

## 小説
あすか正太によるアニメ本編のノベライズ作品が、角川スニーカー文庫（角川書店）より刊行された。全2巻。原作は矢立肇、富野由悠季。イラストはヤスダスズヒト、今ノ夜きよし。
1. 2015年8月1日発売 ISBN 978-4-04-103107-0
2. 2015年11月1日発売 ISBN 978-4-04-103108-7

## ゲーム
スーパーロボット大戦X-Ω
iOS / Android用アプリゲーム。
ロボットアニメが多数登場するクロスオーバー作品で、第4期参戦作品として本作が2018年7月より登場している。
2020年1月には『バトローグ』が期間限定参戦し、コラボイベントが行われた。